# Effectif des équipes à la Coupe du monde de football 2022
Cette page contient la liste de toutes les équipes et leurs joueurs participant à la phase finale de la Coupe du monde de football 2022 au Qatar. Le nombre de joueurs sélectionnés est limité à 26. Cependant, la FIFA a imposé aux sélectionneurs de dévoiler une première liste de 55 joueurs avant le 21 octobre. La sélection définitive des 26 joueurs qui disputent le Mondial au Qatar est présentée à la FIFA le 14 novembre.

## Représentativité au mondial
- Si vous ne connaissez pas le sujet, laissez ce bandeau (vous pouvez alors contacter les auteurs).
- Si vous supprimez le contenu mis en cause (vous pouvez préalablement contacter les auteurs),

argumentez précisément cette suppression dans la page de discussion
(un manque de référence n'est pas un argument ; une recherche réelle de référence doit avoir été effectuée, être formellement documentée).

### Par club
Le tableau suivant présente le nombre de joueurs présents au mondial pour chaque club.
| Nombre de joueurs | Club                                                                                               |
| ----------------- | -------------------------------------------------------------------------------------------------- |
| 17                | FC Barcelone                                                                                       |
| 16                | Manchester City Bayern Munich                                                                      |
| 15                | Al-Sadd SC                                                                                         |
| 14                | Manchester United                                                                                  |
| 13                | Real Madrid                                                                                        |
| 12                | Chelsea Al Hilal                                                                                   |
| 11                | Tottenham Hotspur Paris Saint-Germain Borussia Dortmund Juventus FC Ajax Amsterdam Atlético Madrid |
| 10                | Arsenal FC Séville FC                                                                              |

### Divers
| Catégorie       | Catégorie               | Personnalité         | Sélection | Âge*              |
| --------------- | ----------------------- | -------------------- | --------- | ----------------- |
| Joueur de champ | le plus jeune           | Youssoufa Moukoko    | Allemagne | 18 ans            |
| Joueur de champ | le plus âgé             | Atiba Hutchinson     | Canada    | 39 ans, 110 jours |
| Gardien         | le plus jeune           | Simon Ngapandouetnbu | Cameroun  | 19 ans, 222 jours |
| Gardien         | le plus âgé             | Alfredo Talavera     | Mexique   | 40 ans, 63 jours  |
| Sélectionneur   | le plus jeune           | Lionel Scaloni       | Argentine | 44 ans, 188 jours |
| Sélectionneur   | le plus âgé             | Louis van Gaal       | Pays-Bas  | 71 ans, 104 jours |
| Sélection       | la plus jeune (moyenne) | -                    | Ghana     | 24,7 ans          |
| Sélection       | la plus âgée (moyenne)  | -                    | Iran      | 28,9 ans          |

NB : Les âges sont calculés au début de la Coupe du monde 2022, le 20 novembre 2022.

## Effectifs

### Groupe A

#### Qatar
La sélection finale est annoncée le 14 novembre 2022.
| Numéro / Nom       | Numéro / Nom      | Club            | Date de naissance et âge*  | J.              | Buts            |                 |                 |                 |
| Gardiens de but    | Gardiens de but   | Gardiens de but | Gardiens de but            | Gardiens de but | Gardiens de but | Gardiens de but | Gardiens de but | Gardiens de but |
| ------------------ | ----------------- | --------------- | -------------------------- | --------------- | --------------- | --------------- | --------------- | --------------- |
| 1                  | Saad Al Sheeb     | Al-Sadd SC      | 19 février 1990 (32 ans)   | 1               | 0               | 1               | 0               | 0               |
| 21                 | Yousef Hassan     | Al-Gharafa SC   | 24 mai 1996 (26 ans)       | 0               | 0               | 0               | 0               | 0               |
| 22                 | Meshaal Barsham   | Al-Sadd SC      | 14 février 1998 (24 ans)   | 2               | 0               | 0               | 0               | 0               |
| Défenseurs         |                   |                 |                            |                 |                 |                 |                 |                 |
| 2                  | Pedro Miguel      | Al-Sadd SC      | 6 août 1990 (32 ans)       | 3               | 0               | 0               | 0               | 0               |
| 3                  | Abdelkarim Hassan | Al-Sadd SC      | 28 août 1993 (29 ans)      | 3               | 0               | 0               | 0               | 0               |
| 5                  | Tarek Salman      | Al-Sadd SC      | 5 décembre 1997 (24 ans)   | 1               | 0               | 0               | 0               | 0               |
| 13                 | Musab Kheder      | Al-Sadd SC      | 26 septembre 1993 (29 ans) | 0               | 0               | 0               | 0               | 0               |
| 14                 | Homam Ahmed       | Al-Gharafa SC   | 25 août 1999 (23 ans)      | 3               | 0               | 1               | 0               | 0               |
| 15                 | Bassam Al-Rawi    | Al-Duhail SC    | 16 décembre 1997 (24 ans)  | 1               | 0               | 0               | 0               | 0               |
| 16                 | Boualem Khoukhi   | Al-Sadd SC      | 7 septembre 1990 (32 ans)  | 3               | 0               | 0               | 0               | 0               |
| 25                 | Jassem Gaber      | Al-Arabi SC     | 20 février 2002 (20 ans)   | 0               | 0               | 0               | 0               | 0               |
| Milieux de terrain |                   |                 |                            |                 |                 |                 |                 |                 |
| 4                  | Mohammed Waad     | Al-Sadd SC      | 10 septembre 1998 (24 ans) | 2               | 0               | 0               | 0               | 0               |
| 6                  | Abdulaziz Hatem   | Al-Rayyan SC    | 28 octobre 1990 (32 ans)   | 3               | 0               | 0               | 0               | 0               |
| 8                  | Ali Assadalla     | Al-Sadd SC      | 19 janvier 1993 (29 ans)   | 1               | 0               | 0               | 0               | 0               |
| 12                 | Karim Boudiaf     | Al-Duhail SC    | 16 septembre 1990 (32 ans) | 3               | 0               | 1               | 0               | 0               |
| 17                 | Ismaeel Mohammad  | Al-Duhail SC    | 5 avril 1990 (32 ans)      | 2               | 0               | 1               | 0               | 0               |
| 20                 | Salem Al-Hajri    | Al-Sadd SC      | 10 avril 1996 (26 ans)     | 0               | 0               | 0               | 0               | 0               |
| 23                 | Assim Madibo      | Al-Duhail SC    | 22 octobre 1996 (26 ans)   | 2               | 0               | 1               | 0               | 0               |
| 26                 | Mostafa Mashaal   | Al-Sadd SC      | 28 mars 2001 (21 ans)      | 0               | 0               | 0               | 0               | 0               |
| Attaquants         |                   |                 |                            |                 |                 |                 |                 |                 |
| 7                  | Ahmed Alaaeldin   | Al-Gharafa SC   | 31 janvier 1993 (29 ans)   | 1               | 0               | 0               | 0               | 0               |
| 9                  | Mohammed Muntari  | Al-Duhail SC    | 20 décembre 1993 (28 ans)  | 3               | 1               | 0               | 0               | 0               |
| 10                 | Hassan Al Haydos  | Al-Sadd SC      | 11 septembre 1990 (32 ans) | 3               | 0               | 0               | 0               | 0               |
| 11                 | Akram Afif        | Al-Sadd SC      | 18 novembre 1996 (26 ans)  | 3               | 0               | 1               | 0               | 0               |
| 18                 | Khalid Muneer     | Al-Wakrah SC    | 24 février 1998 (24 ans)   | 0               | 0               | 0               | 0               | 0               |
| 19                 | Almoez Ali        | Al-Duhail SC    | 19 août 1996 (26 ans)      | 3               | 0               | 1               | 0               | 0               |
| 24                 | Naif Al-Hadhrami  | Al-Rayyan SC    | 18 juillet 2001 (21 ans)   | 0               | 0               | 0               | 0               | 0               |
| Sélectionneur      |                   |                 |                            |                 |                 |                 |                 |                 |
|                    | Félix Sánchez Bas |                 | 13 décembre 1975 (46 ans)  |                 |                 |                 |                 |                 |

* NB : Les âges sont calculés au début de la Coupe du monde 2022, le 20 novembre 2022.

#### Équateur
La sélection finale est annoncée le 14 novembre 2022.
| Numéro / Nom       | Numéro / Nom        | Club                    | Date de naissance et âge*  | J.              | Buts            |                 |                 |                 |
| Gardiens de but    | Gardiens de but     | Gardiens de but         | Gardiens de but            | Gardiens de but | Gardiens de but | Gardiens de but | Gardiens de but | Gardiens de but |
| ------------------ | ------------------- | ----------------------- | -------------------------- | --------------- | --------------- | --------------- | --------------- | --------------- |
| 01                 | Hernán Galíndez     | SD Aucas                | 30 mars 1987 (35 ans)      | 1               | 0               | 1               | 0               | 0               |
| 12                 | Moisés Ramírez      | Independiente del Valle | 9 septembre 2000 (22 ans)  | 0               | 0               | 0               | 0               | 0               |
| 22                 | Alexander Domínguez | LDU Quito               | 5 juin 1987 (35 ans)       | 0               | 0               | 0               | 0               | 0               |
| Défenseurs         |                     |                         |                            |                 |                 |                 |                 |                 |
| 02                 | Félix Torres        | Santos Laguna           | 11 janvier 1997 (25 ans)   | 1               | 0               | 0               | 0               | 0               |
| 03                 | Piero Hincapié      | Bayer Leverkusen        | 9 janvier 2002 (20 ans)    | 1               | 0               | 0               | 0               | 0               |
| 04                 | Robert Arboleda     | São Paulo FC            | 22 octobre 1991 (31 ans)   | 0               | 0               | 0               | 0               | 0               |
| 06                 | William Pacho       | Royal Antwerp           | 16 octobre 2001 (21 ans)   | 0               | 0               | 0               | 0               | 0               |
| 07                 | Pervis Estupiñán    | Brighton & Hove Albion  | 21 janvier 1998 (24 ans)   | 1               | 0               | 0               | 0               | 0               |
| 14                 | Xavier Arreaga      | Sounders de Seattle     | 28 septembre 1994 (28 ans) | 0               | 0               | 0               | 0               | 0               |
| 17                 | Ángelo Preciado     | KRC Genk                | 18 février 1998 (24 ans)   | 1               | 0               | 0               | 0               | 0               |
| 18                 | Diego Palacios      | Los Angeles FC          | 12 juillet 1999 (23 ans)   | 0               | 0               | 0               | 0               | 0               |
| 25                 | Jackson Porozo      | ES Troyes AC            | 4 août 2000 (22 ans)       | 0               | 0               | 0               | 0               | 0               |
| Milieux de terrain |                     |                         |                            |                 |                 |                 |                 |                 |
| 05                 | José Cifuentes      | Los Angeles FC          | 12 mars 1999 (23 ans)      | 1               | 0               | 0               | 0               | 0               |
| 08                 | Carlos Gruezo       | FC Augsbourg            | 19 avril 1995 (27 ans)     | 0               | 0               | 0               | 0               | 0               |
| 09                 | Ayrton Preciado     | Santos Laguna           | 17 juillet 1994 (28 ans)   | 0               | 0               | 0               | 0               | 0               |
| 10                 | Romario Ibarra      | CF Pachuca              | 24 septembre 1994 (28 ans) | 1               | 0               | 0               | 0               | 0               |
| 15                 | Angel Mena          | Club León               | 21 janvier 1988 (34 ans)   | 0               | 0               | 0               | 0               | 0               |
| 16                 | Jeremy Sarmiento    | Brighton & Hove Albion  | 16 juin 2002 (20 ans)      | 1               | 0               | 0               | 0               | 0               |
| 19                 | Gonzalo Plata       | Real Valladolid         | 1er novembre 2000 (22 ans) | 1               | 0               | 0               | 0               | 0               |
| 20                 | Jhegson Méndez      | Los Angeles FC          | 26 avril 1997 (25 ans)     | 1               | 0               | 1               | 0               | 0               |
| 21                 | Alan Franco         | Club Atlético Talleres  | 21 août 1998 (24 ans)      | 1               | 0               | 0               | 0               | 0               |
| 23                 | Moisés Caicedo      | Brighton & Hove Albion  | 2 novembre 2001 (21 ans)   | 1               | 0               | 0               | 0               | 0               |
| Attaquants         |                     |                         |                            |                 |                 |                 |                 |                 |
| 11                 | Michael Estrada     | Cruz Azul               | 7 avril 1996 (26 ans)      | 1               | 0               | 0               | 0               | 0               |
| 13                 | Enner Valencia      | Fenerbahçe SK           | 4 novembre 1989 (33 ans)   | 1               | 2               | 0               | 0               | 0               |
| 24                 | Djorkaeff Reasco    | Newell's Old Boys       | 18 janvier 1999 (23 ans)   | 0               | 0               | 0               | 0               | 0               |
| 26                 | Kevin Rodríguez     | Imbabura SC             | 4 mars 2000 (22 ans)       | 1               | 0               | 0               | 0               | 0               |
| Sélectionneur      |                     |                         |                            |                 |                 |                 |                 |                 |
|                    | Gustavo Alfaro      |                         | 14 août 1962 (60 ans)      |                 |                 |                 |                 |                 |

* NB : Les âges sont calculés au début de la Coupe du monde 2022, le 20 novembre 2022.

#### Sénégal
La sélection finale est annoncée le 14 novembre 2022.
| Numéro / Nom       | Numéro / Nom         | Club                   | Date de naissance et âge*  | J.              | Buts            |                 |                 |                 |
| Gardiens de but    | Gardiens de but      | Gardiens de but        | Gardiens de but            | Gardiens de but | Gardiens de but | Gardiens de but | Gardiens de but | Gardiens de but |
| ------------------ | -------------------- | ---------------------- | -------------------------- | --------------- | --------------- | --------------- | --------------- | --------------- |
| 1 -                | Seny Dieng           | Queens Park Rangers    | 23 novembre 1994 (27 ans)  | 0               | 0               | 0               | 0               | 0               |
| 23 -               | Alfred Gomis         | Stade rennais FC       | 5 septembre 1993 (29 ans)  | 0               | 0               | 0               | 0               | 0               |
| 16 -               | Édouard Mendy        | Chelsea FC             | 1er mars 1992 (30 ans)     | 0               | 0               | 0               | 0               | 0               |
| Défenseurs         |                      |                        |                            |                 |                 |                 |                 |                 |
| 12 -               | Fodé Ballo-Touré     | AC Milan               | 3 janvier 1997 (25 ans)    | 0               | 0               | 0               | 0               | 0               |
| 4 -                | Pape Abou Cissé      | Olympiakos             | 14 septembre 1995 (27 ans) | 0               | 0               | 0               | 0               | 0               |
| 22 -               | Abdou Diallo         | RB Leipzig             | 4 mai 1996 (26 ans)        | 0               | 0               | 0               | 0               | 0               |
| 14 -               | Ismail Jakobs        | AS Monaco              | 17 août 1999 (23 ans)      | 0               | 0               | 0               | 0               | 0               |
| 3 -                | Kalidou Koulibaly    | Chelsea FC             | 20 juin 1991 (31 ans)      | 0               | 0               | 0               | 0               | 0               |
| 2 -                | Formose Mendy        | Amiens SC              | 2 janvier 2001 (21 ans)    | 0               | 0               | 0               | 0               | 0               |
| 10 -               | Moussa Ndiaye        | RSC Anderlecht         | 18 juin 2002 (20 ans)      | 0               | 0               | 0               | 0               | 0               |
| 21 -               | Youssouf Sabaly      | Real Betis Balompié    | 5 mars 1993 (29 ans)       | 0               | 0               | 0               | 0               | 0               |
| Milieux de terrain |                      |                        |                            |                 |                 |                 |                 |                 |
| 11 -               | Pathé Ciss           | Rayo Vallecano         | 16 mars 1994 (28 ans)      | 0               | 0               | 0               | 0               | 0               |
| 15 -               | Krépin Diatta        | AS Monaco              | 25 février 1999 (23 ans)   | 0               | 0               | 0               | 0               | 0               |
| 5 -                | Idrissa Gueye        | Everton FC             | 26 septembre 1989 (33 ans) | 0               | 0               | 0               | 0               | 0               |
| 26 -               | Pape Gueye           | Olympique de Marseille | 24 janvier 1999 (23 ans)   | 0               | 0               | 0               | 0               | 0               |
| 8 -                | Cheikhou Kouyaté     | Nottingham Forest      | 21 décembre 1989 (32 ans)  | 0               | 0               | 0               | 0               | 0               |
| 6 -                | Nampalys Mendy       | Leicester City         | 23 juin 1992 (30 ans)      | 0               | 0               | 0               | 0               | 0               |
| 25 -               | Mamadou Loum N'Diaye | Reading FC             | 30 décembre 1996 (25 ans)  | 0               | 0               | 0               | 0               | 0               |
| 24 -               | Moustapha Name       | Paphos FC              | 5 mai 1995 (27 ans)        | 0               | 0               | 0               | 0               | 0               |
| 17 -               | Pape Matar Sarr      | Tottenham Hotspur      | 14 septembre 2002 (20 ans) | 0               | 0               | 0               | 0               | 0               |
| Attaquants         |                      |                        |                            |                 |                 |                 |                 |                 |
| 9 -                | Boulaye Dia          | US Salernitana         | 16 novembre 1996 (26 ans)  | 0               | 0               | 0               | 0               | 0               |
| 19 -               | Famara Diédhiou      | Alanyaspor             | 15 décembre 1992 (29 ans)  | 0               | 0               | 0               | 0               | 0               |
| 20 -               | Bamba Dieng          | Olympique de Marseille | 23 mars 2000 (22 ans)      | 0               | 0               | 0               | 0               | 0               |
| 7 -                | Nicolas Jackson      | Villarreal CF          | 20 juin 2001 (21 ans)      | 0               | 0               | 0               | 0               | 0               |
| 13 -               | Iliman Ndiaye        | Sheffield United       | 6 mars 2000 (22 ans)       | 0               | 0               | 0               | 0               | 0               |
| 18 -               | Ismaïla Sarr         | Watford FC             | 25 février 1998 (24 ans)   | 0               | 0               | 0               | 0               | 0               |
| Sélectionneur      |                      |                        |                            |                 |                 |                 |                 |                 |
|                    | Aliou Cissé          |                        | 24 mars 1976 (46 ans)      |                 |                 |                 |                 |                 |

* NB : Les âges sont calculés au début de la Coupe du monde 2022, le 20 novembre 2022.

#### Pays-Bas
La sélection finale est annoncée le 14 novembre 2022.
| Numéro / Nom       | Numéro / Nom     | Club                | Date de naissance et âge* | J.              | Buts            |                 |                 |                 |
| Gardiens de but    | Gardiens de but  | Gardiens de but     | Gardiens de but           | Gardiens de but | Gardiens de but | Gardiens de but | Gardiens de but | Gardiens de but |
| ------------------ | ---------------- | ------------------- | ------------------------- | --------------- | --------------- | --------------- | --------------- | --------------- |
| 01                 | Remko Pasveer    | Ajax Amsterdam      | 18 novembre 1983 (39 ans) | 0               | 0               | 0               | 0               | 0               |
| 13                 | Justin Bijlow    | Feyenoord Rotterdam | 22 janvier 1998 (24 ans)  | 0               | 0               | 0               | 0               | 0               |
| 23                 | Andries Noppert  | SC Heerenveen       | 7 avril 1994 (28 ans)     | 0               | 0               | 0               | 0               | 0               |
| Défenseurs         |                  |                     |                           |                 |                 |                 |                 |                 |
| 02                 | Jurriën Timber   | Ajax Amsterdam      | 17 juin 2001 (21 ans)     | 0               | 0               | 0               | 0               | 0               |
| 03                 | Matthijs de Ligt | Bayern Munich       | 12 août 1999 (23 ans)     | 0               | 0               | 0               | 0               | 0               |
| 04                 | Virgil van Dijk  | Liverpool FC        | 8 juillet 1991 (31 ans)   | 0               | 0               | 0               | 0               | 0               |
| 05                 | Nathan Aké       | Manchester City     | 18 février 1995 (27 ans)  | 0               | 0               | 0               | 0               | 0               |
| 06                 | Stefan de Vrij   | Inter Milan         | 5 février 1992 (30 ans)   | 0               | 0               | 0               | 0               | 0               |
| 16                 | Tyrell Malacia   | Manchester United   | 17 août 1999 (23 ans)     | 0               | 0               | 0               | 0               | 0               |
| 17                 | Daley Blind      | Ajax Amsterdam      | 9 mars 1990 (32 ans)      | 0               | 0               | 0               | 0               | 0               |
| 22                 | Denzel Dumfries  | Inter Milan         | 18 avril 1996 (26 ans)    | 0               | 0               | 0               | 0               | 0               |
| 26                 | Jeremie Frimpong | Bayer Leverkusen    | 10 décembre 2000 (21 ans) | 0               | 0               | 0               | 0               | 0               |
| Milieux de terrain |                  |                     |                           |                 |                 |                 |                 |                 |
| 11                 | Steven Berghuis  | Ajax Amsterdam      | 19 décembre 1991 (30 ans) | 0               | 0               | 0               | 0               | 0               |
| 14                 | Davy Klaassen    | Ajax Amsterdam      | 21 février 1993 (29 ans)  | 0               | 0               | 0               | 0               | 0               |
| 15                 | Marten de Roon   | Atalanta Bergame    | 29 mars 1991 (31 ans)     | 0               | 0               | 0               | 0               | 0               |
| 20                 | Teun Koopmeiners | Atalanta Bergame    | 28 février 1998 (24 ans)  | 0               | 0               | 0               | 0               | 0               |
| 21                 | Frenkie de Jong  | FC Barcelone        | 12 mai 1997 (25 ans)      | 0               | 0               | 0               | 0               | 0               |
| 24                 | Kenneth Taylor   | Ajax Amsterdam      | 16 mai 2002 (20 ans)      | 0               | 0               | 0               | 0               | 0               |
| 25                 | Xavi Simons      | PSV Eindhoven       | 21 avril 2003 (19 ans)    | 0               | 0               | 0               | 0               | 0               |
| Attaquants         |                  |                     |                           |                 |                 |                 |                 |                 |
| 07                 | Steven Bergwijn  | Ajax Amsterdam      | 8 octobre 1997 (25 ans)   | 0               | 0               | 0               | 0               | 0               |
| 08                 | Cody Gakpo       | PSV Eindhoven       | 7 mai 1999 (23 ans)       | 0               | 0               | 0               | 0               | 0               |
| 09                 | Luuk de Jong     | PSV Eindhoven       | 27 août 1990 (32 ans)     | 0               | 0               | 0               | 0               | 0               |
| 10                 | Memphis Depay    | FC Barcelone        | 13 février 1994 (28 ans)  | 0               | 0               | 0               | 0               | 0               |
| 12                 | Noa Lang         | Club Bruges         | 17 juin 1999 (23 ans)     | 0               | 0               | 0               | 0               | 0               |
| 18                 | Vincent Janssen  | Royal Antwerp       | 15 juin 1994 (28 ans)     | 0               | 0               | 0               | 0               | 0               |
| 19                 | Wout Weghorst    | Beşiktaş JK         | 7 août 1992 (30 ans)      | 0               | 0               | 0               | 0               | 0               |
| Sélectionneur      |                  |                     |                           |                 |                 |                 |                 |                 |
|                    | Louis van Gaal   |                     | 8 août 1951 (71 ans)      |                 |                 |                 |                 |                 |

* NB : Les âges sont calculés au début de la Coupe du monde 2022, le 20 novembre 2022.

### Groupe B

#### Angleterre
La sélection finale est annoncée le 14 novembre 2022.
| Numéro / Nom       | Numéro / Nom           | Club              | Date de naissance et âge*  | J.              | Buts            |                 |                 |                 |
| Gardiens de but    | Gardiens de but        | Gardiens de but   | Gardiens de but            | Gardiens de but | Gardiens de but | Gardiens de but | Gardiens de but | Gardiens de but |
| ------------------ | ---------------------- | ----------------- | -------------------------- | --------------- | --------------- | --------------- | --------------- | --------------- |
| 01                 | Jordan Pickford        | Everton FC        | 7 mars 1994 (28 ans)       | 0               | 0               | 0               | 0               | 0               |
| 13                 | Nick Pope              | Newcastle United  | 19 avril 1992 (30 ans)     | 0               | 0               | 0               | 0               | 0               |
| 23                 | Aaron Ramsdale         | Arsenal FC        | 14 mai 1998 (24 ans)       | 0               | 0               | 0               | 0               | 0               |
| Défenseurs         |                        |                   |                            |                 |                 |                 |                 |                 |
| 02                 | Kyle Walker            | Manchester City   | 28 mai 1990 (32 ans)       | 0               | 0               | 0               | 0               | 0               |
| 03                 | Luke Shaw              | Manchester United | 12 juillet 1995 (27 ans)   | 0               | 0               | 0               | 0               | 0               |
| 05                 | John Stones            | Manchester City   | 28 mai 1994 (28 ans)       | 0               | 0               | 0               | 0               | 0               |
| 06                 | Harry Maguire          | Manchester United | 5 mars 1993 (29 ans)       | 0               | 0               | 0               | 0               | 0               |
| 12                 | Kieran Trippier        | Newcastle United  | 19 septembre 1990 (32 ans) | 0               | 0               | 0               | 0               | 0               |
| 15                 | Eric Dier              | Tottenham Hotspur | 15 janvier 1994 (28 ans)   | 0               | 0               | 0               | 0               | 0               |
| 16                 | Conor Coady            | Everton FC        | 25 février 1993 (29 ans)   | 0               | 0               | 0               | 0               | 0               |
| 18                 | Trent Alexander-Arnold | Liverpool FC      | 7 octobre 1998 (24 ans)    | 0               | 0               | 0               | 0               | 0               |
| 21                 | Ben White              | Arsenal FC        | 8 octobre 1997 (25 ans)    | 0               | 0               | 0               | 0               | 0               |
| Milieux de terrain |                        |                   |                            |                 |                 |                 |                 |                 |
| 04                 | Declan Rice            | West Ham United   | 14 janvier 1999 (23 ans)   | 0               | 0               | 0               | 0               | 0               |
| 08                 | Jordan Henderson       | Liverpool FC      | 17 juin 1990 (32 ans)      | 0               | 0               | 0               | 0               | 0               |
| 14                 | Kalvin Phillips        | Manchester City   | 2 décembre 1995 (26 ans)   | 0               | 0               | 0               | 0               | 0               |
| 19                 | Mason Mount            | Chelsea FC        | 10 janvier 1999 (23 ans)   | 0               | 0               | 0               | 0               | 0               |
| 20                 | Phil Foden             | Manchester City   | 28 mai 2000 (22 ans)       | 0               | 0               | 0               | 0               | 0               |
| 22                 | Jude Bellingham        | Borussia Dortmund | 29 juin 2003 (19 ans)      | 0               | 0               | 0               | 0               | 0               |
| 25                 | James Maddison         | Leicester City    | 23 novembre 1996 (25 ans)  | 0               | 0               | 0               | 0               | 0               |
| 26                 | Conor Gallagher        | Chelsea FC        | 6 février 2000 (22 ans)    | 0               | 0               | 0               | 0               | 0               |
| Attaquants         |                        |                   |                            |                 |                 |                 |                 |                 |
| 07                 | Jack Grealish          | Manchester City   | 10 septembre 1995 (27 ans) | 0               | 0               | 0               | 0               | 0               |
| 09                 | Harry Kane             | Tottenham Hotspur | 28 juillet 1993 (29 ans)   | 0               | 0               | 0               | 0               | 0               |
| 10                 | Raheem Sterling        | Chelsea FC        | 8 décembre 1994 (27 ans)   | 0               | 0               | 0               | 0               | 0               |
| 11                 | Marcus Rashford        | Manchester United | 31 octobre 1997 (25 ans)   | 0               | 0               | 0               | 0               | 0               |
| 17                 | Bukayo Saka            | Arsenal FC        | 5 septembre 2001 (21 ans)  | 0               | 0               | 0               | 0               | 0               |
| 24                 | Callum Wilson          | Newcastle United  | 27 février 1992 (30 ans)   | 0               | 0               | 0               | 0               | 0               |
| Sélectionneur      |                        |                   |                            |                 |                 |                 |                 |                 |
|                    | Gareth Southgate       |                   | 3 septembre 1970 (52 ans)  |                 |                 |                 |                 |                 |

* NB : Les âges sont calculés au début de la Coupe du monde 2022, le 20 novembre 2022.

#### Iran
La sélection finale est annoncée le 14 novembre 2022.
| Numéro / Nom       | Numéro / Nom         | Club                | Date de naissance et âge*  | J.              | Buts            |                 |                 |                 |
| Gardiens de but    | Gardiens de but      | Gardiens de but     | Gardiens de but            | Gardiens de but | Gardiens de but | Gardiens de but | Gardiens de but | Gardiens de but |
| ------------------ | -------------------- | ------------------- | -------------------------- | --------------- | --------------- | --------------- | --------------- | --------------- |
| 01                 | Alireza Beiranvand   | Persépolis FC       | 21 septembre 1992 (30 ans) | 0               | 0               | 0               | 0               | 0               |
| 12                 | Payam Niazmand       | Sepahan SC          | 6 avril 1995 (27 ans)      | 0               | 0               | 0               | 0               | 0               |
| 22                 | Amir Abedzadeh       | SD Ponferradina     | 26 avril 1993 (29 ans)     | 0               | 0               | 0               | 0               | 0               |
| 24                 | Hossein Hosseini     | Esteghlal FC        | 30 juin 1992 (30 ans)      | 0               | 0               | 0               | 0               | 0               |
| Défenseurs         |                      |                     |                            |                 |                 |                 |                 |                 |
| 02                 | Sadegh Moharrami     | Dinamo Zagreb       | 1er mars 1996 (26 ans)     | 0               | 0               | 0               | 0               | 0               |
| 03                 | Ehsan Hajsafi        | AEK Athènes         | 25 février 1990 (32 ans)   | 0               | 0               | 0               | 0               | 0               |
| 04                 | Shojae Khalilzadeh   | Al Ahli SC          | 14 mai 1989 (33 ans)       | 0               | 0               | 0               | 0               | 0               |
| 05                 | Milad Mohammadi      | AEK Athènes         | 29 septembre 1993 (29 ans) | 0               | 0               | 0               | 0               | 0               |
| 08                 | Morteza Pouraliganji | Persépolis FC       | 19 avril 1992 (30 ans)     | 0               | 0               | 0               | 0               | 0               |
| 13                 | Hossein Kanani       | Al Ahli SC          | 23 mars 1994 (28 ans)      | 0               | 0               | 0               | 0               | 0               |
| 15                 | Rouzbeh Cheshmi      | Esteghlal FC        | 24 juin 1993 (29 ans)      | 0               | 0               | 0               | 0               | 0               |
| 19                 | Majid Hosseini       | Kayserispor         | 20 juin 1996 (26 ans)      | 0               | 0               | 0               | 0               | 0               |
| 23                 | Ramin Rezaeian       | Sepahan SC          | 21 mars 1990 (32 ans)      | 0               | 0               | 0               | 0               | 0               |
| 25                 | Abolfazl Jalali      | Esteghlal FC        | 26 juin 1998 (24 ans)      | 0               | 0               | 0               | 0               | 0               |
| Milieux de terrain |                      |                     |                            |                 |                 |                 |                 |                 |
| 06                 | Saeid Ezatolahi      | Vejle BK            | 1er octobre 1996 (26 ans)  | 0               | 0               | 0               | 0               | 0               |
| 07                 | Alireza Jahanbakhsh  | Feyenoord Rotterdam | 11 août 1993 (29 ans)      | 0               | 0               | 0               | 0               | 0               |
| 11                 | Vahid Amiri          | Persépolis FC       | 2 avril 1988 (34 ans)      | 0               | 0               | 0               | 0               | 0               |
| 14                 | Saman Ghoddos        | Brentford FC        | 6 septembre 1993 (29 ans)  | 0               | 0               | 0               | 0               | 0               |
| 16                 | Mehdi Torabi         | Persépolis FC       | 10 septembre 1994 (28 ans) | 0               | 0               | 0               | 0               | 0               |
| 17                 | Ali Gholizadeh       | Royal Charleroi CP  | 10 mars 1996 (26 ans)      | 0               | 0               | 0               | 0               | 0               |
| 18                 | Ali Karimi           | Kayserispor         | 11 février 1994 (28 ans)   | 0               | 0               | 0               | 0               | 0               |
| 21                 | Ahmad Noorollahi     | Shabab Al-Ahli      | 1er février 1993 (29 ans)  | 0               | 0               | 0               | 0               | 0               |
| Attaquants         |                      |                     |                            |                 |                 |                 |                 |                 |
| 09                 | Mehdi Taremi         | FC Porto            | 18 juillet 1992 (30 ans)   | 0               | 0               | 0               | 0               | 0               |
| 10                 | Karim Ansarifard     | Omónia Nicosie      | 3 avril 1990 (32 ans)      | 0               | 0               | 0               | 0               | 0               |
| 20                 | Sardar Azmoun        | Bayer Leverkusen    | 1er janvier 1995 (27 ans)  | 0               | 0               | 0               | 0               | 0               |
| Sélectionneur      |                      |                     |                            |                 |                 |                 |                 |                 |
|                    | Carlos Queiroz       |                     | 1er mars 1953 (69 ans)     |                 |                 |                 |                 |                 |

* NB : Les âges sont calculés au début de la Coupe du monde 2022, le 20 novembre 2022.

#### États-Unis
La sélection finale est annoncée le 14 novembre 2022.

#### Pays de Galles
La sélection finale est annoncée le 14 novembre 2022.
| Numéro / Nom       | Numéro / Nom      | Club               | Date de naissance et âge*  | J.              | Buts            |                 |                 |                 |
| Gardiens de but    | Gardiens de but   | Gardiens de but    | Gardiens de but            | Gardiens de but | Gardiens de but | Gardiens de but | Gardiens de but | Gardiens de but |
| ------------------ | ----------------- | ------------------ | -------------------------- | --------------- | --------------- | --------------- | --------------- | --------------- |
| 01                 | Wayne Hennessey   | Nottingham Forest  | 24 janvier 1987 (35 ans)   | 0               | 0               | 0               | 0               | 0               |
| 12                 | Danny Ward        | Leicester City     | 22 juin 1993 (29 ans)      | 0               | 0               | 0               | 0               | 0               |
| 21                 | Adam Davies       | Sheffield United   | 17 juillet 1992 (30 ans)   | 0               | 0               | 0               | 0               | 0               |
| Défenseurs         |                   |                    |                            |                 |                 |                 |                 |                 |
| 02                 | Chris Gunter      | AFC Wimbledon      | 21 juillet 1989 (33 ans)   | 0               | 0               | 0               | 0               | 0               |
| 03                 | Neco Williams     | Nottingham Forest  | 13 avril 2001 (21 ans)     | 0               | 0               | 0               | 0               | 0               |
| 04                 | Ben Davies        | Tottenham Hotspur  | 24 avril 1993 (29 ans)     | 0               | 0               | 0               | 0               | 0               |
| 05                 | Chris Mepham      | AFC Bournemouth    | 5 novembre 1997 (25 ans)   | 0               | 0               | 0               | 0               | 0               |
| 06                 | Joe Rodon         | Stade rennais FC   | 22 octobre 1997 (25 ans)   | 0               | 0               | 0               | 0               | 0               |
| 14                 | Connor Roberts    | Burnley FC         | 23 septembre 1995 (27 ans) | 0               | 0               | 0               | 0               | 0               |
| 15                 | Ethan Ampadu      | Spezia Calcio      | 14 septembre 2000 (22 ans) | 0               | 0               | 0               | 0               | 0               |
| 17                 | Tom Lockyer       | Luton Town         | 30 décembre 1994 (27 ans)  | 0               | 0               | 0               | 0               | 0               |
| 24                 | Ben Cabango       | Swansea City       | 30 mai 2000 (22 ans)       | 0               | 0               | 0               | 0               | 0               |
| 25                 | Rubin Colwill     | Cardiff City       | 27 avril 2002 (20 ans)     | 0               | 0               | 0               | 0               | 0               |
| Milieux de terrain |                   |                    |                            |                 |                 |                 |                 |                 |
| 07                 | Joe Allen         | Swansea City       | 14 mars 1990 (32 ans)      | 0               | 0               | 0               | 0               | 0               |
| 08                 | Harry Wilson      | Fulham FC          | 22 mars 1997 (25 ans)      | 0               | 0               | 0               | 0               | 0               |
| 10                 | Aaron Ramsey      | OGC Nice           | 26 décembre 1990 (31 ans)  | 0               | 0               | 0               | 0               | 0               |
| 16                 | Joe Morrell       | Portsmouth FC      | 3 janvier 1997 (25 ans)    | 0               | 0               | 0               | 0               | 0               |
| 18                 | Jonathan Williams | Swindon Town       | 9 octobre 1993 (29 ans)    | 0               | 0               | 0               | 0               | 0               |
| 22                 | Sorba Thomas      | Huddersfield Town  | 25 janvier 1999 (23 ans)   | 0               | 0               | 0               | 0               | 0               |
| 23                 | Dylan Levitt      | Dundee United      | 17 novembre 2000 (22 ans)  | 0               | 0               | 0               | 0               | 0               |
| 26                 | Matt Smith        | Milton Keynes Dons | 22 novembre 1999 (22 ans)  | 0               | 0               | 0               | 0               | 0               |
| Attaquants         |                   |                    |                            |                 |                 |                 |                 |                 |
| 09                 | Brennan Johnson   | Nottingham Forest  | 23 mai 2001 (21 ans)       | 0               | 0               | 0               | 0               | 0               |
| 11                 | Gareth Bale       | Los Angeles FC     | 16 juillet 1989 (33 ans)   | 0               | 0               | 0               | 0               | 0               |
| 13                 | Kieffer Moore     | AFC Bournemouth    | 8 août 1992 (30 ans)       | 0               | 0               | 0               | 0               | 0               |
| 19                 | Mark Harris       | Cardiff City       | 29 décembre 1998 (23 ans)  | 0               | 0               | 0               | 0               | 0               |
| 20                 | Daniel James      | Fulham FC          | 10 novembre 1997 (25 ans)  | 0               | 0               | 0               | 0               | 0               |
| Sélectionneur      |                   |                    |                            |                 |                 |                 |                 |                 |
|                    | Rob Page          |                    | 3 septembre 1974 (48 ans)  |                 |                 |                 |                 |                 |

* NB : Les âges sont calculés au début de la Coupe du monde 2022, le 20 novembre 2022.

### Groupe C

#### Argentine
La sélection finale est annoncée le 14 novembre 2022.
| Numéro / Nom       | Numéro / Nom        | Club                   | Date de naissance et âge* | J.              | Buts            |                 |                 |                 |
| Gardiens de but    | Gardiens de but     | Gardiens de but        | Gardiens de but           | Gardiens de but | Gardiens de but | Gardiens de but | Gardiens de but | Gardiens de but |
| ------------------ | ------------------- | ---------------------- | ------------------------- | --------------- | --------------- | --------------- | --------------- | --------------- |
| 1                  | Franco Armani       | River Plate            | 16 octobre 1986 (36 ans)  | 0               | 0               | 0               | 0               | 0               |
| 12                 | Gerónimo Rulli      | Villarreal CF          | 20 mai 1992 (30 ans)      | 0               | 0               | 0               | 0               | 0               |
| 23                 | Emiliano Martínez   | Aston Villa            | 2 septembre 1992 (30 ans) | 7               | 0               | 1               | 0               | 0               |
| Défenseurs         |                     |                        |                           |                 |                 |                 |                 |                 |
| 2                  | Juan Foyth          | Villarreal CF          | 12 janvier 1998 (24 ans)  | 1               | 0               | 0               | 0               | 0               |
| 3                  | Nicolás Tagliafico  | Olympique lyonnais     | 31 août 1992 (30 ans)     | 6               | 0               | 0               | 0               | 0               |
| 4                  | Gonzalo Montiel     | Séville FC             | 1er janvier 1997 (25 ans) | 4               | 0               | 3               | 0               | 0               |
| 6                  | Germán Pezzella     | Real Betis Balompié    | 27 juin 1991 (31 ans)     | 3               | 0               | 1               | 0               | 0               |
| 8                  | Marcos Acuña        | Séville FC             | 28 octobre 1991 (31 ans)  | 6               | 0               | 3               | 0               | 0               |
| 13                 | Cristian Romero     | Tottenham Hotspur      | 27 avril 1998 (24 ans)    | 7               | 0               | 2               | 0               | 0               |
| 19                 | Nicolás Otamendi    | SL Benfica             | 12 février 1988 (34 ans)  | 7               | 0               | 2               | 0               | 0               |
| 25                 | Lisandro Martínez   | Manchester United      | 18 janvier 1998 (24 ans)  | 5               | 0               | 1               | 0               | 0               |
| 26                 | Nahuel Molina       | Atlético de Madrid     | 6 avril 1998 (24 ans)     | 7               | 1               | 0               | 0               | 0               |
| Milieux de terrain |                     |                        |                           |                 |                 |                 |                 |                 |
| 5                  | Leandro Paredes     | Juventus FC            | 29 juin 1994 (28 ans)     | 5               | 0               | 2               | 0               | 0               |
| 7                  | Rodrigo De Paul     | Atlético de Madrid     | 24 mai 1994 (28 ans)      | 7               | 0               | 0               | 0               | 0               |
| 14                 | Exequiel Palacios   | Bayer Leverkusen       | 5 octobre 1998 (24 ans)   | 3               | 0               | 0               | 0               | 0               |
| 16                 | Thiago Almada       | Atlanta United         | 26 avril 2001 (21 ans)    | 1               | 0               | 0               | 0               | 0               |
| 17                 | Papu Gómez          | Séville FC             | 15 février 1988 (34 ans)  | 2               | 0               | 0               | 0               | 0               |
| 18                 | Guido Rodríguez     | Real Betis Balompié    | 12 avril 1994 (28 ans)    | 1               | 0               | 0               | 0               | 0               |
| 20                 | Alexis Mac Allister | Brighton & Hove Albion | 24 décembre 1998 (23 ans) | 6               | 1               | 0               | 0               | 0               |
| 24                 | Enzo Fernández      | SL Benfica             | 17 janvier 2001 (21 ans)  | 7               | 1               | 1               | 0               | 0               |
| Attaquants         |                     |                        |                           |                 |                 |                 |                 |                 |
| 9                  | Julián Álvarez      | Manchester City        | 31 janvier 2000 (22 ans)  | 7               | 4               | 0               | 0               | 0               |
| 10                 | Lionel Messi        | Paris Saint-Germain    | 24 juin 1987 (35 ans)     | 7               | 7               | 1               | 0               | 0               |
| 11                 | Ángel Di María      | Juventus FC            | 14 février 1988 (34 ans)  | 5               | 1               | 0               | 0               | 0               |
| 15                 | Angel Correa        | Atlético de Madrid     | 9 mars 1995 (27 ans)      | 1               | 0               | 0               | 0               | 0               |
| 21                 | Paulo Dybala        | AS Rome                | 15 novembre 1993 (29 ans) | 2               | 0               | 0               | 0               | 0               |
| 22                 | Lautaro Martínez    | Inter Milan            | 22 août 1997 (25 ans)     | 6               | 0               | 0               | 0               | 0               |
| Sélectionneur      |                     |                        |                           |                 |                 |                 |                 |                 |
|                    | Lionel Scaloni      |                        | 16 mai 1978 (44 ans)      |                 |                 |                 |                 |                 |

* NB : Les âges sont calculés au début de la Coupe du monde 2022, le 20 novembre 2022.

#### Arabie saoudite
La sélection finale est annoncée le 14 novembre 2022.
| Numéro / Nom       | Numéro / Nom         | Club            | Date de naissance et âge*  | J.              | Buts            |                 |                 |                 |
| Gardiens de but    | Gardiens de but      | Gardiens de but | Gardiens de but            | Gardiens de but | Gardiens de but | Gardiens de but | Gardiens de but | Gardiens de but |
| ------------------ | -------------------- | --------------- | -------------------------- | --------------- | --------------- | --------------- | --------------- | --------------- |
| 01                 | Mohammed Al Rubaie   | Al-Ahli SC      | 14 août 1997 (25 ans)      | 0               | 0               | 0               | 0               | 0               |
| 21                 | Mohammed Al-Owais    | Al-Hilal FC     | 10 octobre 1991 (31 ans)   | 0               | 0               | 0               | 0               | 0               |
| 22                 | Nawaf Al-Aqidi       | Al-Nassr Riyad  | 10 mai 2000 (22 ans)       | 0               | 0               | 0               | 0               | 0               |
| Défenseurs         |                      |                 |                            |                 |                 |                 |                 |                 |
| 02                 | Sultan Al-Ghanam     | Al-Nassr Riyad  | 6 mai 1994 (28 ans)        | 0               | 0               | 0               | 0               | 0               |
| 03                 | Abdullah Madu        | Al-Nassr Riyad  | 15 juillet 1993 (29 ans)   | 0               | 0               | 0               | 0               | 0               |
| 04                 | Abdulelah Al-Amri    | Al-Nassr Riyad  | 15 janvier 1997 (25 ans)   | 0               | 0               | 0               | 0               | 0               |
| 05                 | Ali Al-Bulaihi       | Al-Hilal FC     | 21 novembre 1989 (32 ans)  | 0               | 0               | 0               | 0               | 0               |
| 06                 | Mohammed Al-Breik    | Al-Hilal FC     | 15 septembre 1992 (30 ans) | 0               | 0               | 0               | 0               | 0               |
| 12                 | Saud Abdulhamid      | Al-Hilal FC     | 18 juillet 1999 (23 ans)   | 0               | 0               | 0               | 0               | 0               |
| 13                 | Yasser al-Shahrani   | Al-Hilal FC     | 25 mai 1992 (30 ans)       | 0               | 0               | 0               | 0               | 0               |
| 17                 | Hassan Al-Tambakti   | Al-Shabab Riyad | 9 février 1999 (23 ans)    | 0               | 0               | 0               | 0               | 0               |
| Milieux de terrain |                      |                 |                            |                 |                 |                 |                 |                 |
| 07                 | Salman Al-Faraj      | Al-Hilal FC     | 1er août 1989 (33 ans)     | 0               | 0               | 0               | 0               | 0               |
| 08                 | Abdulellah Al-Malki  | Al-Hilal FC     | 11 octobre 1994 (28 ans)   | 0               | 0               | 0               | 0               | 0               |
| 14                 | Abdullah Otayf       | Al-Hilal FC     | 3 août 1992 (30 ans)       | 0               | 0               | 0               | 0               | 0               |
| 15                 | Ali Al-Hassan        | Al-Nassr Riyad  | 4 mars 1997 (25 ans)       | 0               | 0               | 0               | 0               | 0               |
| 16                 | Sami Al-Najei        | Al-Nassr Riyad  | 7 février 1997 (25 ans)    | 0               | 0               | 0               | 0               | 0               |
| 18                 | Nawaf al-Abed        | Al-Hilal FC     | 26 janvier 1990 (32 ans)   | 0               | 0               | 0               | 0               | 0               |
| 23                 | Mohamed Kanno        | Al-Hilal FC     | 22 septembre 1994 (28 ans) | 0               | 0               | 0               | 0               | 0               |
| 24                 | Nasser Al-Dawsari    | Al-Hilal FC     | 19 décembre 1998 (22 ans)  | 0               | 0               | 0               | 0               | 0               |
| 26                 | Riyadh Sharahili     | Abha SC         | 28 avril 1993 (29 ans)     | 0               | 0               | 0               | 0               | 0               |
| Attaquants         |                      |                 |                            |                 |                 |                 |                 |                 |
| 09                 | Firas Al-Buraikan    | Al-Fateh SC     | 14 mai 2000 (22 ans)       | 0               | 0               | 0               | 0               | 0               |
| 10                 | Salem al-Dossari     | Al-Hilal FC     | 19 août 1991 (31 ans)      | 0               | 0               | 0               | 0               | 0               |
| 19                 | Hattan Bahebri       | Al-Shabab Riyad | 16 juillet 1992 (30 ans)   | 0               | 0               | 0               | 0               | 0               |
| 20                 | Abdulrahman Al-Aboud | Ittihad FC      | 1er juin 1995 (27 ans)     | 0               | 0               | 0               | 0               | 0               |
| 11                 | Saleh Al-Shehri      | Al-Hilal FC     | 1er novembre 1993 (29 ans) | 0               | 0               | 0               | 0               | 0               |
| 25                 | Haitham Asiri        | Al-Ahli SC      | 25 mars 2001 (21 ans)      | 0               | 0               | 0               | 0               | 0               |
| Sélectionneur      |                      |                 |                            |                 |                 |                 |                 |                 |
|                    | Hervé Renard         |                 | 30 septembre 1968 (54 ans) |                 |                 |                 |                 |                 |

* NB : Les âges sont calculés au début de la Coupe du monde 2022, le 20 novembre 2022.

#### Mexique
La sélection finale est annoncée le 14 novembre 2022.
| Numéro / Nom       | Numéro / Nom       | Club              | Date de naissance et âge*  | J.              | Buts            |                 |                 |                 |
| Gardiens de but    | Gardiens de but    | Gardiens de but   | Gardiens de but            | Gardiens de but | Gardiens de but | Gardiens de but | Gardiens de but | Gardiens de but |
| ------------------ | ------------------ | ----------------- | -------------------------- | --------------- | --------------- | --------------- | --------------- | --------------- |
| 01                 | Alfredo Talavera   | Juárez            | 18 septembre 1982 (40 ans) | 0               | 0               | 0               | 0               | 0               |
| 12                 | Rodolfo Cota       | León              | 3 juillet 1987 (35 ans)    | 0               | 0               | 0               | 0               | 0               |
| 13                 | Guillermo Ochoa    | América           | 13 juillet 1985 (37 ans)   | 0               | 0               | 0               | 0               | 0               |
| Défenseurs         |                    |                   |                            |                 |                 |                 |                 |                 |
| 02                 | Néstor Araujo      | América           | 29 août 1991 (31 ans)      | 0               | 0               | 0               | 0               | 0               |
| 03                 | César Montes       | Monterrey         | 24 février 1997 (25 ans)   | 0               | 0               | 0               | 0               | 0               |
| 04                 | Edson Álvarez      | Ajax              | 24 octobre 1997 (25 ans)   | 0               | 0               | 0               | 0               | 0               |
| 05                 | Johan Vásquez      | Cremonese         | 22 octobre 1998 (24 ans)   | 0               | 0               | 0               | 0               | 0               |
| 06                 | Gerardo Arteaga    | Genk              | 7 septembre 1998 (24 ans)  | 0               | 0               | 0               | 0               | 0               |
| 15                 | Héctor Moreno      | Monterrey         | 17 janvier 1988 (34 ans)   | 0               | 0               | 0               | 0               | 0               |
| 19                 | Jorge Sánchez      | Ajax              | 10 décembre 1997 (24 ans)  | 0               | 0               | 0               | 0               | 0               |
| 23                 | Jesús Gallardo     | Monterrey         | 15 août 1994 (28 ans)      | 0               | 0               | 0               | 0               | 0               |
| 26                 | Kevin Álvarez      | Pachuca           | 15 janvier 1999 (23 ans)   | 0               | 0               | 0               | 0               | 0               |
| Milieux de terrain |                    |                   |                            |                 |                 |                 |                 |                 |
| 07                 | Luis Romo          | Monterrey         | 5 juin 1995 (27 ans)       | 0               | 0               | 0               | 0               | 0               |
| 08                 | Carlos Rodríguez   | Cruz Azul         | 3 janvier 1997 (25 ans)    | 0               | 0               | 0               | 0               | 0               |
| 14                 | Érick Gutiérrez    | PSV               | 15 juin 1995 (27 ans)      | 0               | 0               | 0               | 0               | 0               |
| 16                 | Héctor Herrera     | Dynamo de Houston | 19 avril 1990 (32 ans)     | 0               | 0               | 0               | 0               | 0               |
| 18                 | Andrés Guardado    | Betis             | 28 septembre 1986 (36 ans) | 0               | 0               | 0               | 0               | 0               |
| 24                 | Luis Chávez        | Pachuca           | 15 janvier 1996 (26 ans)   | 0               | 0               | 0               | 0               | 0               |
| Attaquants         |                    |                   |                            |                 |                 |                 |                 |                 |
| 09                 | Raúl Jiménez       | Wolverhampton     | 5 mai 1991 (31 ans)        | 0               | 0               | 0               | 0               | 0               |
| 10                 | Alexis Vega        | CD Guadalajara    | 25 novembre 1997 (24 ans)  | 0               | 0               | 0               | 0               | 0               |
| 11                 | Rogelio Funes Mori | Monterrey         | 5 mars 1991 (31 ans)       | 0               | 0               | 0               | 0               | 0               |
| 17                 | Orbelín Pineda     | AEK Athènes       | 24 mars 1996 (26 ans)      | 0               | 0               | 0               | 0               | 0               |
| 20                 | Henry Martín       | Club América      | 18 novembre 1992 (30 ans)  | 0               | 0               | 0               | 0               | 0               |
| 21                 | Uriel Antuna       | Cruz Azul         | 21 août 1997 (25 ans)      | 0               | 0               | 0               | 0               | 0               |
| 22                 | Hirving Lozano     | Napoli            | 30 juillet 1995 (27 ans)   | 0               | 0               | 0               | 0               | 0               |
| 25                 | Roberto Alvarado   | CD Guadalajara    | 7 septembre 1998 (24 ans)  | 0               | 0               | 0               | 0               | 0               |
| Sélectionneur      |                    |                   |                            |                 |                 |                 |                 |                 |
|                    | Gerardo Martino    |                   | 20 novembre 1962 (60 ans)  |                 |                 |                 |                 |                 |

* NB : Les âges sont calculés au début de la Coupe du monde 2022, le 20 novembre 2022.

#### Pologne
La sélection finale est annoncée le 14 novembre 2022.
| Numéro / Nom       | Numéro / Nom          | Club                | Date de naissance et âge*  | J.              | Buts            |                 |                 |                 |
| Gardiens de but    | Gardiens de but       | Gardiens de but     | Gardiens de but            | Gardiens de but | Gardiens de but | Gardiens de but | Gardiens de but | Gardiens de but |
| ------------------ | --------------------- | ------------------- | -------------------------- | --------------- | --------------- | --------------- | --------------- | --------------- |
| 01                 | Wojciech Szczęsny     | Juventus FC         | 18 avril 1990 (30 ans)     | 4               | 0               | 0               | 0               | 0               |
| 12                 | Łukasz Skorupski      | Bologne FC          | 5 mai 1991 (31 ans)        | 0               | 0               | 0               | 0               | 0               |
| 22                 | Kamil Grabara         | FC Copenhague       | 8 janvier 1999 (23 ans)    | 0               | 0               | 0               | 0               | 0               |
| Défenseurs         |                       |                     |                            |                 |                 |                 |                 |                 |
| 02                 | Matty Cash            | Aston Villa         | 7 août 1997 (25 ans)       | 4               | 0               | 2               | 0               | 0               |
| 03                 | Artur Jędrzejczyk     | Legia Varsovie      | 4 novembre 1987 (35 ans)   | 1               | 0               | 0               | 0               | 0               |
| 04                 | Mateusz Wieteska      | Clermont Foot 63    | 11 février 1997 (25 ans)   | 0               | 0               | 0               | 0               | 0               |
| 05                 | Jan Bednarek          | Aston Villa         | 12 avril 1996 (26 ans)     | 1               | 0               | 0               | 0               | 0               |
| 14                 | Jakub Kiwior          | Spezia Calcio       | 15 février 2000 (22 ans)   | 4               | 0               | 1               | 0               | 0               |
| 15                 | Kamil Glik            | Benevento Calcio    | 3 février 1988 (34 ans)    | 4               | 0               | 0               | 0               | 0               |
| 18                 | Bartosz Bereszyński   | UC Sampdoria        | 12 juillet 1992 (30 ans)   | 4               | 0               | 1               | 0               | 0               |
| 25                 | Robert Gumny          | FC Augsbourg        | 4 juin 1998 (24 ans)       | 0               | 0               | 0               | 0               | 0               |
| Milieux de terrain |                       |                     |                            |                 |                 |                 |                 |                 |
| 06                 | Krystian Bielik       | Birmingham City     | 4 janvier 1998 (24 ans)    | 4               | 0               | 0               | 0               | 0               |
| 08                 | Damian Szymański      | AEK Athènes         | 16 juin 1995 (27 ans)      | 0               | 0               | 0               | 0               | 0               |
| 10                 | Grzegorz Krychowiak   | Al-Shabab Riyad     | 29 janvier 1990 (32 ans)   | 4               | 0               | 1               | 0               | 0               |
| 11                 | Kamil Grosicki        | Pogoń Szczecin      | 8 juin 1988 (34 ans)       | 1               | 0               | 0               | 0               | 0               |
| 13                 | Jakub Kamiński        | VfL Wolfsburg       | 5 juin 2002 (20 ans)       | 4               | 0               | 0               | 0               | 0               |
| 17                 | Szymon Żurkowski      | ACF Fiorentina      | 25 septembre 1997 (25 ans) | 0               | 0               | 0               | 0               | 0               |
| 19                 | Sebastian Szymański   | Feyenoord Rotterdam | 10 mai 1999 (23 ans)       | 3               | 0               | 0               | 0               | 0               |
| 20                 | Piotr Zieliński       | SSC Napoli          | 20 mai 1994 (28 ans)       | 4               | 1               | 0               | 0               | 0               |
| 21                 | Nicola Zalewski       | AS Rome             | 23 janvier 2002 (20 ans)   | 2               | 0               | 0               | 0               | 0               |
| 24                 | Przemysław Frankowski | RC Lens             | 12 avril 1995 (27 ans)     | 4               | 0               | 1               | 0               | 0               |
| 26                 | Michał Skóraś         | Lech Poznań         | 15 février 2000 (22 ans)   | 1               | 0               | 0               | 0               | 0               |
| Attaquants         |                       |                     |                            |                 |                 |                 |                 |                 |
| 07                 | Arkadiusz Milik       | Juventus FC         | 28 février 1994 (28 ans)   | 3               | 0               | 1               | 0               | 0               |
| 09                 | Robert Lewandowski    | FC Barcelone        | 21 août 1988 (34 ans)      | 4               | 2               | 0               | 0               | 0               |
| 16                 | Karol Świderski       | Charlotte FC        | 23 janvier 1997 (25 ans)   | 1               | 0               | 0               | 0               | 0               |
| 23                 | Krzysztof Piątek      | US Salernitana      | 1er juillet 1995 (27 ans)  | 2               | 0               | 0               | 0               | 0               |
| Sélectionneur      |                       |                     |                            |                 |                 |                 |                 |                 |
|                    | Czesław Michniewicz   |                     | 12 février 1970 (52 ans)   |                 |                 |                 |                 |                 |

* NB : Les âges sont calculés au début de la Coupe du monde 2022, le 20 novembre 2022.

### Groupe D

#### France
La sélection finale est annoncée le 14 novembre 2022.
| Numéro / Nom       | Numéro / Nom        | Club                     | Date de naissance et âge*  | J.              | Buts            |                 |                 |                 |
| Gardiens de but    | Gardiens de but     | Gardiens de but          | Gardiens de but            | Gardiens de but | Gardiens de but | Gardiens de but | Gardiens de but | Gardiens de but |
| ------------------ | ------------------- | ------------------------ | -------------------------- | --------------- | --------------- | --------------- | --------------- | --------------- |
| 01                 | Hugo Lloris         | Tottenham Hotspur        | 26 décembre 1986 (35 ans)  | 6               | 0               | 0               | 0               | 0               |
| 16                 | Steve Mandanda      | Stade rennais FC         | 28 mars 1985 (37 ans)      | 1               | 0               | 0               | 0               | 0               |
| 23                 | Alphonse Areola     | West Ham United          | 27 février 1993 (29 ans)   | 0               | 0               | 0               | 0               | 0               |
| Défenseurs         |                     |                          |                            |                 |                 |                 |                 |                 |
| 02                 | Benjamin Pavard     | Bayern Munich            | 28 mars 1996 (26 ans)      | 1               | 0               | 0               | 0               | 0               |
| 03                 | Axel Disasi         | AS Monaco                | 11 mars 1998 (24 ans)      | 3               | 0               | 0               | 0               | 0               |
| 04                 | Raphaël Varane      | Manchester United        | 25 avril 1993 (29 ans)     | 6               | 0               | 0               | 0               | 0               |
| 05                 | Jules Koundé        | FC Barcelone             | 12 novembre 1998 (24 ans)  | 6               | 0               | 1               | 0               | 0               |
| 17                 | William Saliba      | Arsenal FC               | 24 mars 2001 (21 ans)      | 1               | 0               | 0               | 0               | 0               |
| 18                 | Dayot Upamecano     | Bayern Munich            | 27 octobre 1998 (24 ans)   | 5               | 0               | 0               | 0               | 0               |
| 21                 | Lucas Hernandez     | Bayern Munich            | 14 février 1996 (26 ans)   | 1               | 0               | 0               | 0               | 0               |
| 22                 | Théo Hernandez      | AC Milan                 | 6 octobre 1997 (25 ans)    | 6               | 1               | 1               | 0               | 0               |
| 24                 | Ibrahima Konaté     | Liverpool FC             | 25 mai 1999 (23 ans)       | 6               | 0               | 0               | 0               | 0               |
| Milieux de terrain |                     |                          |                            |                 |                 |                 |                 |                 |
| 06                 | Mattéo Guendouzi    | Olympique de Marseille   | 14 avril 1999 (23 ans)     | 1               | 0               | 0               | 0               | 0               |
| 08                 | Aurélien Tchouaméni | Real Madrid              | 27 janvier 2000 (22 ans)   | 7               | 1               | 1               | 0               | 0               |
| 13                 | Youssouf Fofana     | AS Monaco                | 10 janvier 1999 (23 ans)   | 6               | 0               | 0               | 0               | 0               |
| 14                 | Adrien Rabiot       | Juventus FC              | 3 avril 1995 (27 ans)      | 6               | 1               | 1               | 0               | 0               |
| 15                 | Jordan Veretout     | Olympique de Marseille   | 1er mars 1993 (29 ans)     | 1               | 0               | 0               | 0               | 0               |
| 25                 | Eduardo Camavinga   | Real Madrid              | 10 novembre 2002 (20 ans)  | 2               | 0               | 0               | 0               | 0               |
| Attaquants         |                     |                          |                            |                 |                 |                 |                 |                 |
| 07                 | Antoine Griezmann   | Atlético de Madrid       | 21 mars 1991 (31 ans)      | 7               | 0               | 1               | 0               | 0               |
| 09                 | Olivier Giroud      | AC Milan                 | 30 septembre 1986 (36 ans) | 6               | 4               | 1               | 0               | 0               |
| 10                 | Kylian Mbappé       | Paris Saint-Germain      | 20 décembre 1998 (23 ans)  | 7               | 8               | 0               | 0               | 0               |
| 11                 | Ousmane Dembélé     | FC Barcelone             | 15 mai 1997 (25 ans)       | 7               | 0               | 1               | 0               | 0               |
| 12                 | Randal Kolo Muani   | Eintracht Francfort      | 5 décembre 1998 (23 ans)   | 3               | 1               | 0               | 0               | 0               |
| 20                 | Kingsley Coman      | Bayern Munich            | 13 juin 1996 (26 ans)      | 6               | 0               | 0               | 0               | 0               |
| 26                 | Marcus Thuram       | Borussia Mönchengladbach | 6 août 1997 (25 ans)       | 5               | 0               | 1               | 0               | 0               |
| 19                 | Karim Benzema       | Real Madrid              | 19 décembre 1987 (34 ans)  | 0               | 0               | 0               | 0               | 0               |
| Sélectionneur      |                     |                          |                            |                 |                 |                 |                 |                 |
|                    | Didier Deschamps    |                          | 15 octobre 1968 (54 ans)   |                 |                 |                 |                 |                 |

* NB : Les âges sont calculés au début de la Coupe du monde 2022, le 20 novembre 2022. Tableau mis à jour le 6 décembre 2022.

#### Australie
La sélection finale est annoncée le 14 novembre 2022.
| Numéro / Nom       | Numéro / Nom       | Club                   | Date de naissance et âge*  | J.              | Buts            |                 |                 |                 |
| Gardiens de but    | Gardiens de but    | Gardiens de but        | Gardiens de but            | Gardiens de but | Gardiens de but | Gardiens de but | Gardiens de but | Gardiens de but |
| ------------------ | ------------------ | ---------------------- | -------------------------- | --------------- | --------------- | --------------- | --------------- | --------------- |
| 01                 | Mathew Ryan        | FC Copenhague          | 8 avril 1992 (30 ans)      | 0               | 0               | 0               | 0               | 0               |
| 12                 | Andrew Redmayne    | Sydney FC              | 13 janvier 1989 (33 ans)   | 0               | 0               | 0               | 0               | 0               |
| 18                 | Danny Vukovic      | Central Coast Mariners | 27 mars 1985 (35 ans)      | 0               | 0               | 0               | 0               | 0               |
| Défenseurs         |                    |                        |                            |                 |                 |                 |                 |                 |
| 02                 | Miloš Degenek      | Crew de Columbus       | 28 avril 1994 (28 ans)     | 0               | 0               | 0               | 0               | 0               |
| 03                 | Nathaniel Atkinson | Heart of Midlothian    | 13 juin 1999 (23 ans)      | 0               | 0               | 0               | 0               | 0               |
| 04                 | Kye Rowles         | Heart of Midlothian    | 24 juin 1998 (24 ans)      | 0               | 0               | 0               | 0               | 0               |
| 05                 | Fran Karačić       | Brescia Calcio         | 12 mai 1996 (26 ans)       | 0               | 0               | 0               | 0               | 0               |
| 08                 | Bailey Wright      | Sunderland AFC         | 28 juillet 1992 (30 ans)   | 0               | 0               | 0               | 0               | 0               |
| 16                 | Aziz Behich        | Dundee United          | 16 décembre 1990 (31 ans)  | 0               | 0               | 0               | 0               | 0               |
| 19                 | Harry Souttar      | Stoke City             | 22 octobre 1998 (24 ans)   | 0               | 0               | 0               | 0               | 0               |
| 20                 | Thomas Deng        | Albirex Niigata        | 20 mars 1997 (25 ans)      | 0               | 0               | 0               | 0               | 0               |
| 24                 | Joel King          | Odense Boldklub        | 30 octobre 2000 (22 ans)   | 0               | 0               | 0               | 0               | 0               |
| Milieux de terrain |                    |                        |                            |                 |                 |                 |                 |                 |
| 10                 | Ajdin Hrustic      | Hellas Vérone          | 5 juillet 1996 (26 ans)    | 0               | 0               | 0               | 0               | 0               |
| 13                 | Aaron Mooy         | Celtic FC              | 15 septembre 1990 (32 ans) | 0               | 0               | 0               | 0               | 0               |
| 14                 | Riley McGree       | Middlesbrough FC       | 2 novembre 1998 (24 ans)   | 0               | 0               | 0               | 0               | 0               |
| 17                 | Cameron Devlin     | Huddersfield Town      | 7 juin 1998 (24 ans)       | 0               | 0               | 0               | 0               | 0               |
| 22                 | Jackson Irvine     | FC St. Pauli           | 7 mars 1993 (29 ans)       | 0               | 0               | 0               | 0               | 0               |
| 26                 | Keanu Baccus       | St Mirren FC           | 7 juin 1998 (24 ans)       | 0               | 0               | 0               | 0               | 0               |
| Attaquants         |                    |                        |                            |                 |                 |                 |                 |                 |
| 06                 | Martin Boyle       | Hibernian FC           | 25 avril 1993 (29 ans)     | 0               | 0               | 0               | 0               | 0               |
| 07                 | Mathew Leckie      | Melbourne City         | 4 février 1991 (31 ans)    | 0               | 0               | 0               | 0               | 0               |
| 09                 | Jamie Maclaren     | Melbourne City         | 29 juillet 1993 (29 ans)   | 0               | 0               | 0               | 0               | 0               |
| 11                 | Awer Mabil         | Cádiz CF               | 15 septembre 1995 (27 ans) | 0               | 0               | 1               | 0               | 0               |
| 15                 | Mitchell Duke      | Fagiano Okayama        | 18 janvier 1991 (31 ans)   | 0               | 0               | 0               | 0               | 0               |
| 21                 | Garang Kuol        | Central Coast Mariners | 15 septembre 2004 (18 ans) | 0               | 0               | 0               | 0               | 0               |
| 23                 | Craig Goodwin      | Adélaïde United        | 16 décembre 1991 (30 ans)  | 0               | 0               | 0               | 0               | 0               |
| 25                 | Jason Cummings     | Central Coast Mariners | 1er août 1995 (27 ans)     | 0               | 0               | 0               | 0               | 0               |
| Sélectionneur      |                    |                        |                            |                 |                 |                 |                 |                 |
|                    | Graham Arnold      |                        | 3 août 1963 (58 ans)       |                 |                 |                 |                 |                 |

* NB : Les âges sont calculés au début de la Coupe du monde 2022, le 20 novembre 2022.

#### Danemark
La sélection finale est annoncée le 14 novembre 2022.
| Numéro / Nom       | Numéro / Nom          | Club                  | Date de naissance et âge* | J.              | Buts            |                 |                 |                 |
| Gardiens de but    | Gardiens de but       | Gardiens de but       | Gardiens de but           | Gardiens de but | Gardiens de but | Gardiens de but | Gardiens de but | Gardiens de but |
| ------------------ | --------------------- | --------------------- | ------------------------- | --------------- | --------------- | --------------- | --------------- | --------------- |
| 01                 | Kasper Schmeichel     | OGC Nice              | 5 novembre 1986 (36 ans)  | 0               | 0               | 0               | 0               | 0               |
| 16                 | Oliver Christensen    | Hertha Berlin         | 22 mars 1999 (23 ans)     | 0               | 0               | 0               | 0               | 0               |
| 22                 | Frederik Rønnow       | Union Berlin          | 4 août 1992 (30 ans)      | 0               | 0               | 0               | 0               | 0               |
| Défenseurs         |                       |                       |                           |                 |                 |                 |                 |                 |
| 02                 | Joachim Andersen      | Crystal Palace        | 31 mai 1996 (26 ans)      | 0               | 0               | 0               | 0               | 0               |
| 03                 | Victor Nelsson        | Galatasaray SK        | 14 octobre 1998 (24 ans)  | 0               | 0               | 0               | 0               | 0               |
| 04                 | Simon Kjær            | AC Milan              | 26 mars 1989 (33 ans)     | 0               | 0               | 0               | 0               | 0               |
| 05                 | Joakim Mæhle          | Atalanta Bergame      | 20 mai 1997 (25 ans)      | 3               | 1               | 2               | 0               | 0               |
| 06                 | Andreas Christensen   | FC Barcelone          | 10 avril 1996 (26 ans)    | 0               | 0               | 0               | 0               | 0               |
| 13                 | Rasmus Kristensen     | Leeds United          | 11 juillet 1997 (25 ans)  | 0               | 0               | 0               | 0               | 0               |
| 17                 | Jens Stryger Larsen   | Trabzonspor           | 21 février 1991 (31 ans)  | 0               | 0               | 0               | 0               | 0               |
| 18                 | Daniel Wass           | Brøndby IF            | 31 mai 1989 (33 ans)      | 0               | 0               | 0               | 0               | 0               |
| 26                 | Alexander Bah         | SL Benfica            | 9 décembre 1997 (24 ans)  | 0               | 0               | 0               | 0               | 0               |
| Milieux de terrain |                       |                       |                           |                 |                 |                 |                 |                 |
| 07                 | Mathias Jensen        | Brentford FC          | 1er janvier 1996 (26 ans) | 0               | 0               | 0               | 0               | 0               |
| 08                 | Thomas Delaney        | Séville FC            | 3 septembre 1991 (31 ans) | 0               | 0               | 0               | 0               | 0               |
| 10                 | Christian Eriksen     | Manchester United     | 14 février 1992 (30 ans)  | 0               | 0               | 0               | 0               | 0               |
| 11                 | Andreas Skov Olsen    | Club Bruges           | 29 décembre 1999 (22 ans) | 0               | 0               | 0               | 0               | 0               |
| 14                 | Mikkel Damsgaard      | Brentford FC          | 3 juillet 2000 (22 ans)   | 0               | 0               | 0               | 0               | 0               |
| 15                 | Christian Nørgaard    | Brentford FC          | 10 mars 1994 (28 ans)     | 0               | 0               | 0               | 0               | 0               |
| 23                 | Pierre-Emile Højbjerg | Tottenham Hotspur     | 5 août 1995 (27 ans)      | 0               | 0               | 0               | 0               | 0               |
| 24                 | Robert Skov           | TSG Hoffenheim        | 20 mai 1996 (26 ans)      | 0               | 0               | 0               | 0               | 0               |
| 25                 | Jesper Lindstrøm      | Eintracht Francfort   | 29 février 2000 (22 ans)  | 0               | 0               | 0               | 0               | 0               |
| Attaquants         |                       |                       |                           |                 |                 |                 |                 |                 |
| 09                 | Martin Braithwaite    | Espanyol de Barcelone | 5 juin 1991 (31 ans)      | 0               | 0               | 0               | 0               | 0               |
| 12                 | Kasper Dolberg        | Séville FC            | 6 octobre 1997 (25 ans)   | 0               | 0               | 0               | 0               | 0               |
| 19                 | Jonas Wind            | VfL Wolfsburg         | 7 février 1999 (23 ans)   | 0               | 0               | 0               | 0               | 0               |
| 20                 | Yussuf Poulsen        | RB Leipzig            | 15 juin 1994 (28 ans)     | 0               | 0               | 0               | 0               | 0               |
| 21                 | Andreas Cornelius     | FC Copenhague         | 16 mars 1993 (29 ans)     | 0               | 0               | 0               | 0               | 0               |
| Sélectionneur      |                       |                       |                           |                 |                 |                 |                 |                 |
|                    | Kasper Hjulmand       |                       | 9 avril 1972 (50 ans)     |                 |                 |                 |                 |                 |

* NB : Les âges sont calculés au début de la Coupe du monde 2022, le 20 novembre 2022.

#### Tunisie
La sélection finale est annoncée le 14 novembre 2022.
| Numéro / Nom       | Numéro / Nom             | Club            | Date de naissance et âge*  | J.              | Buts            |                 |                 |                 |
| Gardiens de but    | Gardiens de but          | Gardiens de but | Gardiens de but            | Gardiens de but | Gardiens de but | Gardiens de but | Gardiens de but | Gardiens de but |
| ------------------ | ------------------------ | --------------- | -------------------------- | --------------- | --------------- | --------------- | --------------- | --------------- |
| 22                 | Béchir Ben Saïd          | US Monastir     | 29 novembre 1994 (27 ans)  | 0               | 0               | 0               | 0               | 0               |
| 16                 | Aymen Dahmen             | CS Sfax         | 28 janvier 1997 (25 ans)   | 3               | 0               | 0               | 0               | 0               |
| 26                 | Mouez Hassen             | Club africain   | 5 mars 1995 (27 ans)       | 0               | 0               | 0               | 0               | 0               |
| 01                 | Aymen Mathlouthi         | ES Sahel        | 14 septembre 1984 (38 ans) | 0               | 0               | 0               | 0               | 0               |
| Défenseurs         |                          |                 |                            |                 |                 |                 |                 |                 |
| 24                 | Ali Abdi                 | SM Caen         | 20 décembre 1993 (28 ans)  | 2               | 0               | 1               | 0               | 0               |
| 06                 | Dylan Bronn              | US Salernitana  | 19 juin 1995 (27 ans)      | 2               | 0               | 0               | 0               | 0               |
| 20                 | Mohamed Dräger           | FC Lucerne      | 25 juin 1996 (26 ans)      | 2               | 0               | 0               | 0               | 0               |
| 05                 | Nader Ghandri            | Club africain   | 18 février 1995 (27 ans)   | 2               | 0               | 0               | 0               | 0               |
| 02                 | Bilel Ifa                | Koweït SC       | 9 mars 1990 (32 ans)       | 0               | 0               | 0               | 0               | 0               |
| 21                 | Wajdi Kechrida           | Atromitos FC    | 5 novembre 1995 (27 ans)   | 1               | 0               | 1               | 0               | 0               |
| 12                 | Ali Maaloul              | Al Ahly SC      | 1er janvier 1990 (32 ans)  | 1               | 0               | 0               | 0               | 0               |
| 04                 | Yassine Meriah           | ES Tunis        | 2 juillet 1993 (29 ans)    | 3               | 0               | 0               | 0               | 0               |
| 03                 | Montassar Talbi          | FC Lorient      | 26 mai 1998 (24 ans)       | 3               | 0               | 0               | 0               | 0               |
| Milieux de terrain |                          |                 |                            |                 |                 |                 |                 |                 |
| 15                 | Mohamed Ali Ben Romdhane | ES Tunis        | 6 septembre 1999 (23 ans)  | 1               | 0               | 0               | 0               | 0               |
| 25                 | Anis Ben Slimane         | Brøndby IF      | 16 mars 2001 (21 ans)      | 2               | 0               | 0               | 0               | 0               |
| 18                 | Ghailene Chaalali        | ES Tunis        | 28 février 1994 (28 ans)   | 0               | 0               | 0               | 0               | 0               |
| 14                 | Aïssa Laïdouni           | Ferencváros TC  | 13 décembre 1996 (25 ans)  | 3               | 0               | 1               | 0               | 0               |
| 08                 | Hannibal Mejbri          | Birmingham City | 21 janvier 2003 (19 ans)   | 0               | 0               | 0               | 0               | 0               |
| 13                 | Ferjani Sassi            | Al-Duhail SC    | 18 mars 1992 (30 ans)      | 1               | 0               | 1               | 0               | 0               |
| 17                 | Ellyes Skhiri            | FC Cologne      | 10 mai 1995 (27 ans)       | 3               | 0               | 0               | 0               | 0               |
| Attaquants         |                          |                 |                            |                 |                 |                 |                 |                 |
| 19                 | Seifeddine Jaziri        | Zamalek SC      | 12 février 1993 (29 ans)   | 0               | 0               | 0               | 0               | 0               |
| 09                 | Issam Jebali             | OB Odense       | 25 décembre 1991 (30 ans)  | 2               | 0               | 0               | 0               | 0               |
| 10                 | Wahbi Khazri             | Montpellier HSC | 8 février 1991 (31 ans)    | 1               | 1               | 0               | 0               | 0               |
| 11                 | Taha Yassine Khenissi    | Koweït SC       | 4 juin 2001 (21 ans)       | 0               | 0               | 1               | 0               | 0               |
| 07                 | Youssef Msakni           | Al-Arabi SC     | 28 octobre 1990 (32 ans)   | 2               | 0               | 0               | 0               | 0               |
| 23                 | Naïm Sliti               | Ettifaq FC      | 27 juillet 1992 (30 ans)   | 1               | 0               | 0               | 0               | 0               |
| Sélectionneur      |                          |                 |                            |                 |                 |                 |                 |                 |
|                    | Jalel Kadri              |                 | 14 décembre 1971 (50 ans)  |                 |                 |                 |                 |                 |

* NB : Les âges sont calculés au début de la Coupe du monde 2022, le 20 novembre 2022.

### Groupe E

#### Espagne
La sélection finale est annoncée le 14 novembre 2022.
| Numéro / Nom       | Numéro / Nom      | Club                   | Date de naissance et âge*  | J.              | Buts            |                 |                 |                 |
| Gardiens de but    | Gardiens de but   | Gardiens de but        | Gardiens de but            | Gardiens de but | Gardiens de but | Gardiens de but | Gardiens de but | Gardiens de but |
| ------------------ | ----------------- | ---------------------- | -------------------------- | --------------- | --------------- | --------------- | --------------- | --------------- |
| 1                  | Robert Sánchez    | Brighton & Hove Albion | 18 novembre 1997 (25 ans)  | 0               | 0               | 0               | 0               | 0               |
| 13                 | David Raya        | Brentford FC           | 15 septembre 1995 (27 ans) | 0               | 0               | 0               | 0               | 0               |
| 23                 | Unai Simón        | Athletic Club          | 11 juin 1997 (25 ans)      | 4               | 0               | 0               | 0               | 0               |
| Défenseurs         |                   |                        |                            |                 |                 |                 |                 |                 |
| 2                  | César Azpilicueta | Chelsea FC             | 28 août 1989 (33 ans)      | 2               | 0               | 0               | 0               | 0               |
| 3                  | Eric García       | FC Barcelone           | 9 janvier 2001 (21 ans)    | 0               | 0               | 0               | 0               | 0               |
| 4                  | Pau Torres        | Villarreal CF          | 16 janvier 1997 (25 ans)   | 1               | 0               | 0               | 0               | 0               |
| 14                 | Alejandro Balde   | FC Barcelone           | 18 octobre 2003 (19 ans)   | 4               | 0               | 0               | 0               | 0               |
| 15                 | Hugo Guillamón    | Valencia CF            | 31 janvier 2000 (22 ans)   | 0               | 0               | 0               | 0               | 0               |
| 18                 | Jordi Alba        | FC Barcelone           | 21 mars 1989 (33 ans)      | 4               | 0               | 0               | 0               | 0               |
| 20                 | Dani Carvajal     | Real Madrid            | 11 janvier 1992 (30 ans)   | 2               | 0               | 0               | 0               | 0               |
| 24                 | Aymeric Laporte   | Manchester City        | 27 mai 1994 (28 ans)       | 3               | 0               | 1               | 0               | 0               |
| Milieux de terrain |                   |                        |                            |                 |                 |                 |                 |                 |
| 5                  | Sergio Busquets   | FC Barcelone           | 16 juillet 1988 (34 ans)   | 4               | 0               | 1               | 0               | 0               |
| 6                  | Marcos Llorente   | Atlético de Madrid     | 30 janvier 1995 (27 ans)   | 1               | 0               | 0               | 0               | 0               |
| 8                  | Koke              | Atlético de Madrid     | 8 janvier 1992 (30 ans)    | 2               | 0               | 0               | 0               | 0               |
| 9                  | Gavi              | FC Barcelone           | 5 août 2004 (18 ans)       | 4               | 1               | 0               | 0               | 0               |
| 16                 | Rodri             | Manchester City        | 22 juin 1996 (26 ans)      | 4               | 0               | 0               | 0               | 0               |
| 19                 | Carlos Soler      | Paris Saint-Germain    | 2 janvier 1997 (25 ans)    | 2               | 1               | 0               | 0               | 0               |
| 26                 | Pedri             | FC Barcelone           | 25 novembre 2002 (19 ans)  | 4               | 0               | 0               | 0               | 0               |
| Attaquants         |                   |                        |                            |                 |                 |                 |                 |                 |
| 7                  | Álvaro Morata     | Atlético de Madrid     | 23 octobre 1992 (30 ans)   | 4               | 3               | 0               | 0               | 0               |
| 10                 | Marco Asensio     | Real Madrid            | 21 janvier 1996 (26 ans)   | 4               | 1               | 0               | 0               | 0               |
| 11                 | Ferran Torres     | FC Barcelone           | 29 février 2000 (22 ans)   | 4               | 2               | 0               | 0               | 0               |
| 12                 | Nico Williams     | Athletic Club          | 12 juillet 2002 (20 ans)   | 4               | 0               | 0               | 0               | 0               |
| 17                 | Yeremi Pino       | Villarreal CF          | 20 octobre 1997 (25 ans)   | 0               | 0               | 0               | 0               | 0               |
| 21                 | Dani Olmo         | RB Leipzig             | 7 mai 1998 (24 ans)        | 4               | 1               | 0               | 0               | 0               |
| 22                 | Pablo Sarabia     | Paris Saint-Germain    | 11 mai 1992 (30 ans)       | 1               | 0               | 0               | 0               | 0               |
| 25                 | Ansu Fati         | FC Barcelone           | 31 octobre 2002 (20 ans)   | 2               | 0               | 0               | 0               | 0               |
| Sélectionneur      |                   |                        |                            |                 |                 |                 |                 |                 |
|                    | Luis Enrique      |                        | 8 mai 1970 (52 ans)        |                 |                 |                 |                 |                 |

* NB : Les âges sont calculés au début de la Coupe du monde 2022, le 20 novembre 2022.

#### Costa Rica
La sélection finale est annoncée le 14 novembre 2022.
| Numéro / Nom       | Numéro / Nom         | Club                 | Date de naissance et âge*  | J.              | Buts            |                 |                 |                 |
| Gardiens de but    | Gardiens de but      | Gardiens de but      | Gardiens de but            | Gardiens de but | Gardiens de but | Gardiens de but | Gardiens de but | Gardiens de but |
| ------------------ | -------------------- | -------------------- | -------------------------- | --------------- | --------------- | --------------- | --------------- | --------------- |
| 01                 | Keylor Navas         | Paris Saint-Germain  | 15 décembre 1986 (35 ans)  | 0               | 0               | 0               | 0               | 0               |
| 18                 | Esteban Alvarado     | CS Herediano         | 28 avril 1989 (33 ans)     | 0               | 0               | 0               | 0               | 0               |
| 23                 | Patrick Sequeira     | CD Lugo              | 1er mars 1999 (23 ans)     | 0               | 0               | 0               | 0               | 0               |
| Défenseurs         |                      |                      |                            |                 |                 |                 |                 |                 |
| 03                 | Juan Pablo Vargas    | Millionarios FC      | 6 juin 1995 (27 ans)       | 0               | 0               | 0               | 0               | 0               |
| 04                 | Keysher Fuller       | CS Herediano         | 12 juillet 1994 (28 ans)   | 0               | 0               | 0               | 0               | 0               |
| 06                 | Óscar Duarte         | Al Wehda             | 3 juin 1989 (33 ans)       | 0               | 0               | 0               | 0               | 0               |
| 08                 | Bryan Oviedo         | Real Salt Lake       | 18 février 1990 (32 ans)   | 0               | 0               | 0               | 0               | 0               |
| 15                 | Francisco Calvo      | Konyaspor            | 8 juillet 1992 (30 ans)    | 0               | 0               | 0               | 0               | 0               |
| 16                 | Carlos Martínez      | AD San Carlos        | 30 mars 1999 (23 ans)      | 0               | 0               | 0               | 0               | 0               |
| 19                 | Kendall Waston       | Deportivo Saprissa   | 1er janvier 1988 (34 ans)  | 0               | 0               | 0               | 0               | 0               |
| 22                 | Rónald Matarrita     | FC Cincinnati        | 9 juillet 1994 (28 ans)    | 0               | 0               | 0               | 0               | 0               |
| Milieux de terrain |                      |                      |                            |                 |                 |                 |                 |                 |
| 02                 | Daniel Chacón        | Rapids 2 du Colorado | 11 avril 2001 (21 ans)     | 0               | 0               | 0               | 0               | 0               |
| 05                 | Celso Borges         | LD Alajuelense       | 27 mars 1988 (34 ans)      | 0               | 0               | 0               | 0               | 0               |
| 09                 | Jewison Bennette     | Sunderland AFC       | 15 juin 2004 (18 ans)      | 0               | 0               | 0               | 0               | 0               |
| 10                 | Bryan Ruiz           | LD Alajuelense       | 18 août 1987 (35 ans)      | 0               | 0               | 0               | 0               | 0               |
| 13                 | Gerson Torres        | CS Herediano         | 28 août 1997 (25 ans)      | 0               | 0               | 0               | 0               | 0               |
| 14                 | Youstin Salas        | Deportivo Saprissa   | 17 juin 1996 (26 ans)      | 0               | 0               | 0               | 0               | 0               |
| 17                 | Yeltsin Tejeda       | CS Herediano         | 17 mars 1992 (30 ans)      | 0               | 0               | 0               | 0               | 0               |
| 20                 | Brandon Aguilera     | AD Guanacasteca      | 28 juin 2003 (19 ans)      | 0               | 0               | 0               | 0               | 0               |
| 21                 | Douglas López        | CS Herediano         | 21 septembre 1998 (24 ans) | 0               | 0               | 0               | 0               | 0               |
| 24                 | Roan Wilson          | Municipal Grecia     | 1er mai 2002 (20 ans)      | 0               | 0               | 0               | 0               | 0               |
| 25                 | Anthony Hernández    | Puntarenas FC        | 11 octobre 2001 (21 ans)   | 0               | 0               | 0               | 0               | 0               |
| 26                 | Álvaro Zamora        | Deportivo Saprissa   | 9 mars 2002 (20 ans)       | 0               | 0               | 0               | 0               | 0               |
| Attaquants         |                      |                      |                            |                 |                 |                 |                 |                 |
| 07                 | Anthony Contreras    | CS Herediano         | 29 janvier 2000 (22 ans)   | 0               | 0               | 0               | 0               | 0               |
| 11                 | Johan Venegas        | LD Alajuelense       | 27 novembre 1988 (33 ans)  | 0               | 0               | 0               | 0               | 0               |
| 12                 | Joel Campbell        | Club León            | 26 juin 1992 (30 ans)      | 0               | 0               | 0               | 0               | 0               |
| Sélectionneur      |                      |                      |                            |                 |                 |                 |                 |                 |
|                    | Luis Fernando Suárez |                      | 23 décembre 1959 (62 ans)  |                 |                 |                 |                 |                 |

* NB : Les âges sont calculés au début de la Coupe du monde 2022, le 20 novembre 2022.

#### Allemagne
La sélection finale est annoncée le 14 novembre 2022.
| Numéro / Nom       | Numéro / Nom          | Club                     | Date de naissance et âge*  | J.              | Buts            |                 |                 |                 |
| Gardiens de but    | Gardiens de but       | Gardiens de but          | Gardiens de but            | Gardiens de but | Gardiens de but | Gardiens de but | Gardiens de but | Gardiens de but |
| ------------------ | --------------------- | ------------------------ | -------------------------- | --------------- | --------------- | --------------- | --------------- | --------------- |
| 1                  | Manuel Neuer          | Bayern Munich            | 27 mars 1986 (36 ans)      | 3               | 0               | 0               | 0               | 0               |
| 12                 | Kevin Trapp           | Eintracht Francfort      | 8 juillet 1990 (32 ans)    | 0               | 0               | 0               | 0               | 0               |
| 22                 | Marc-André ter Stegen | FC Barcelone             | 30 avril 1992 (30 ans)     | 0               | 0               | 0               | 0               | 0               |
| Défenseurs         |                       |                          |                            |                 |                 |                 |                 |                 |
| 2                  | Antonio Rüdiger       | Real Madrid              | 3 mars 1993 (29 ans)       | 3               | 0               | 0               | 0               | 0               |
| 3                  | David Raum            | RB Leipzig               | 22 avril 1998 (24 ans)     | 3               | 0               | 0               | 0               | 0               |
| 4                  | Matthias Ginter       | SC Fribourg              | 19 janvier 1994 (28 ans)   | 1               | 0               | 0               | 0               | 0               |
| 5                  | Thilo Kehrer          | West Ham United          | 21 septembre 1996 (26 ans) | 1               | 0               | 1               | 0               | 0               |
| 15                 | Niklas Süle           | Borussia Dortmund        | 3 septembre 1995 (27 ans)  | 3               | 0               | 0               | 0               | 0               |
| 16                 | Lukas Klostermann     | RB Leipzig               | 3 juin 1996 (26 ans)       | 2               | 0               | 0               | 0               | 0               |
| 18                 | Jonas Hofmann         | Borussia Mönchengladbach | 14 juillet 1992 (30 ans)   | 2               | 0               | 0               | 0               | 0               |
| 20                 | Christian Günter      | SC Fribourg              | 28 février 1993 (29 ans)   | 0               | 0               | 0               | 0               | 0               |
| 23                 | Nico Schlotterbeck    | Borussia Dortmund        | 1er décembre 1999 (22 ans) | 2               | 0               | 0               | 0               | 0               |
| 25                 | Armel Bella-Kotchap   | Southampton FC           | 11 décembre 2001 (20 ans)  | 0               | 0               | 0               | 0               | 0               |
| Milieux de terrain |                       |                          |                            |                 |                 |                 |                 |                 |
| 6                  | Joshua Kimmich        | Bayern Munich            | 8 février 1995 (27 ans)    | 3               | 0               | 1               | 0               | 0               |
| 8                  | Leon Goretzka         | Bayern Munich            | 6 février 1995 (27 ans)    | 3               | 0               | 1               | 0               | 0               |
| 10                 | Serge Gnabry          | Bayern Munich            | 14 juillet 1995 (27 ans)   | 3               | 1               | 0               | 0               | 0               |
| 13                 | Thomas Müller         | Bayern Munich            | 13 septembre 1989 (33 ans) | 3               | 0               | 0               | 0               | 0               |
| 14                 | Jamal Musiala         | Bayern Munich            | 26 février 2003 (19 ans)   | 3               | 0               | 0               | 0               | 0               |
| 17                 | Julian Brandt         | Borussia Dortmund        | 2 mai 1996 (26 ans)        | 0               | 0               | 0               | 0               | 0               |
| 19                 | Leroy Sané            | Bayern Munich            | 11 janvier 1996 (26 ans)   | 2               | 0               | 0               | 0               | 0               |
| 21                 | İlkay Gündoğan        | Manchester City          | 24 octobre 1990 (32 ans)   | 3               | 1               | 0               | 0               | 0               |
| Attaquants         |                       |                          |                            |                 |                 |                 |                 |                 |
| 7                  | Kai Havertz           | Chelsea FC               | 11 juin 1999 (23 ans)      | 2               | 2               | 0               | 0               | 0               |
| 9                  | Niclas Füllkrug       | Werder Brême             | 9 février 1993 (29 ans)    | 3               | 2               | 0               | 0               | 0               |
| 11                 | Mario Götze           | Eintracht Francfort      | 9 mars 1993 (29 ans)       | 2               | 0               | 0               | 0               | 0               |
| 24                 | Karim Adeyemi         | Borussia Dortmund        | 18 janvier 2002 (20 ans)   | 0               | 0               | 0               | 0               | 0               |
| 26                 | Youssoufa Moukoko     | Borussia Dortmund        | 20 novembre 2004 (18 ans)  | 1               | 0               | 0               | 0               | 0               |
| Sélectionneur      |                       |                          |                            |                 |                 |                 |                 |                 |
|                    | Hansi Flick           |                          | 24 février 1965 (57 ans)   |                 |                 |                 |                 |                 |

* NB : Les âges sont calculés au début de la Coupe du monde 2022, le 20 novembre 2022.

#### Japon
La sélection finale est annoncée le 14 novembre 2022.
| Numéro / Nom       | Numéro / Nom      | Club                     | Date de naissance et âge*  | J.              | Buts            |                 |                 |                 |
| Gardiens de but    | Gardiens de but   | Gardiens de but          | Gardiens de but            | Gardiens de but | Gardiens de but | Gardiens de but | Gardiens de but | Gardiens de but |
| ------------------ | ----------------- | ------------------------ | -------------------------- | --------------- | --------------- | --------------- | --------------- | --------------- |
| 01                 | Eiji Kawashima    | RC Strasbourg            | 20 mars 1983 (39 ans)      | 0               | 0               | 0               | 0               | 0               |
| 12                 | Shūichi Gonda     | Shimizu S-Pulse          | 3 mars 1989 (33 ans)       | 0               | 0               | 0               | 0               | 0               |
| 23                 | Daniel Schmidt    | Saint-Trond VV           | 3 février 1992 (30 ans)    | 0               | 0               | 0               | 0               | 0               |
| Défenseurs         |                   |                          |                            |                 |                 |                 |                 |                 |
| 02                 | Miki Yamane       | Kawasaki Frontale        | 22 décembre 1993 (28 ans)  | 0               | 0               | 0               | 0               | 0               |
| 03                 | Shōgo Taniguchi   | Kawasaki Frontale        | 15 juillet 1991 (31 ans)   | 0               | 0               | 0               | 0               | 0               |
| 04                 | Ko Itakura        | Borussia Mönchengladbach | 27 janvier 1997 (25 ans)   | 0               | 0               | 0               | 0               | 0               |
| 05                 | Yūto Nagatomo     | FC Tokyo                 | 12 septembre 1986 (36 ans) | 0               | 0               | 0               | 0               | 0               |
| 16                 | Takehiro Tomiyasu | Arsenal FC               | 5 novembre 1998 (24 ans)   | 0               | 0               | 0               | 0               | 0               |
| 19                 | Hiroki Sakai      | Urawa Red Diamonds       | 12 avril 1990 (32 ans)     | 0               | 0               | 0               | 0               | 0               |
| 22                 | Maya Yoshida      | Schalke 04               | 24 août 1988 (34 ans)      | 0               | 0               | 0               | 0               | 0               |
| 26                 | Hiroki Ito        | VfB Stuttgart            | 12 mai 1999 (23 ans)       | 0               | 0               | 0               | 0               | 0               |
| Milieux de terrain |                   |                          |                            |                 |                 |                 |                 |                 |
| 06                 | Wataru Endō       | VfB Stuttgart            | 9 février 1993 (29 ans)    | 0               | 0               | 0               | 0               | 0               |
| 07                 | Gaku Shibasaki    | CD Leganés               | 28 mai 1992 (30 ans)       | 0               | 0               | 0               | 0               | 0               |
| 13                 | Hidemasa Morita   | Sporting CP              | 10 mai 1995 (27 ans)       | 0               | 0               | 0               | 0               | 0               |
| 15                 | Daichi Kamada     | Eintracht Francfort      | 5 août 1996 (26 ans)       | 0               | 0               | 0               | 0               | 0               |
| 17                 | Ao Tanaka         | Fortuna Düsseldorf       | 10 septembre 1998 (24 ans) | 0               | 0               | 0               | 0               | 0               |
| Attaquants         |                   |                          |                            |                 |                 |                 |                 |                 |
| 08                 | Ritsu Doan        | SC Fribourg              | 16 juin 1998 (24 ans)      | 0               | 0               | 0               | 0               | 0               |
| 09                 | Kaoru Mitoma      | Brighton & Hove Albion   | 20 mai 1997 (25 ans)       | 0               | 0               | 0               | 0               | 0               |
| 10                 | Takumi Minamino   | AS Monaco                | 16 janvier 1995 (27 ans)   | 0               | 0               | 0               | 0               | 0               |
| 11                 | Takefusa Kubo     | Real Sociedad            | 4 juin 2001 (21 ans)       | 0               | 0               | 0               | 0               | 0               |
| 14                 | Junya Ito         | Stade de Reims           | 9 mars 1993 (29 ans)       | 0               | 0               | 0               | 0               | 0               |
| 18                 | Takuma Asano      | VfL Bochum               | 10 novembre 1994 (28 ans)  | 0               | 0               | 0               | 0               | 0               |
| 20                 | Shuto Machino     | Shonan Bellmare          | 30 septembre 1999 (23 ans) | 0               | 0               | 0               | 0               | 0               |
| 21                 | Ayase Ueda        | Cercle Bruges            | 28 août 1998 (24 ans)      | 0               | 0               | 0               | 0               | 0               |
| 24                 | Yuki Soma         | Nagoya Grampus           | 25 février 1997 (25 ans)   | 0               | 0               | 0               | 0               | 0               |
| 25                 | Daizen Maeda      | Celtic FC                | 20 octobre 1997 (25 ans)   | 0               | 0               | 0               | 0               | 0               |
| Sélectionneur      |                   |                          |                            |                 |                 |                 |                 |                 |
|                    | Hajime Moriyasu   |                          | 23 août 1968 (54 ans)      |                 |                 |                 |                 |                 |

* NB : Les âges sont calculés au début de la Coupe du monde 2022, le 20 novembre 2022.

### Groupe F

#### Belgique
La sélection finale est annoncée le 14 novembre 2022.
| Numéro / Nom       | Numéro / Nom         | Club                   | Date de naissance et âge*  | J.              | Buts            |                 |                 |                 |
| Gardiens de but    | Gardiens de but      | Gardiens de but        | Gardiens de but            | Gardiens de but | Gardiens de but | Gardiens de but | Gardiens de but | Gardiens de but |
| ------------------ | -------------------- | ---------------------- | -------------------------- | --------------- | --------------- | --------------- | --------------- | --------------- |
| 01                 | Thibaut Courtois     | Real Madrid            | 11 mai 1992 (30 ans)       | 0               | 0               | 0               | 0               | 0               |
| 12                 | Simon Mignolet       | Club Bruges            | 6 mars 1988 (34 ans)       | 0               | 0               | 0               | 0               | 0               |
| 13                 | Koen Casteels        | VfL Wolfsburg          | 25 juin 1992 (30 ans)      | 0               | 0               | 0               | 0               | 0               |
| Défenseurs         |                      |                        |                            |                 |                 |                 |                 |                 |
| 02                 | Toby Alderweireld    | Royal Antwerp FC       | 2 mars 1989 (33 ans)       | 0               | 0               | 0               | 0               | 0               |
| 03                 | Arthur Theate        | Stade rennais FC       | 25 mai 2000 (22 ans)       | 0               | 0               | 0               | 0               | 0               |
| 04                 | Wout Faes            | Leicester City         | 3 avril 1998 (24 ans)      | 0               | 0               | 0               | 0               | 0               |
| 05                 | Jan Vertonghen       | RSC Anderlecht         | 24 avril 1987 (35 ans)     | 0               | 0               | 0               | 0               | 0               |
| 19                 | Leander Dendoncker   | Aston Villa            | 15 avril 1995 (27 ans)     | 0               | 0               | 0               | 0               | 0               |
| 26                 | Zeno Debast          | RSC Anderlecht         | 24 octobre 2003 (19 ans)   | 0               | 0               | 0               | 0               | 0               |
| Milieux de terrain |                      |                        |                            |                 |                 |                 |                 |                 |
| 06                 | Axel Witsel          | Atlético de Madrid     | 12 janvier 1989 (33 ans)   | 0               | 0               | 0               | 0               | 0               |
| 07                 | Kevin De Bruyne      | Manchester City        | 28 juin 1991 (31 ans)      | 0               | 0               | 0               | 0               | 0               |
| 08                 | Youri Tielemans      | Leicester City         | 7 mai 1997 (25 ans)        | 0               | 0               | 0               | 0               | 0               |
| 15                 | Thomas Meunier       | Borussia Dortmund      | 12 septembre 1991 (31 ans) | 0               | 0               | 0               | 0               | 0               |
| 16                 | Thorgan Hazard       | Borussia Dortmund      | 29 mars 1993 (29 ans)      | 0               | 0               | 0               | 0               | 0               |
| 18                 | Amadou Onana         | Everton FC             | 16 août 2001 (21 ans)      | 0               | 0               | 0               | 0               | 0               |
| 20                 | Hans Vanaken         | Club Bruges            | 24 août 1992 (30 ans)      | 0               | 0               | 0               | 0               | 0               |
| 21                 | Timothy Castagne     | Leicester City         | 6 décembre 1995 (26 ans)   | 0               | 0               | 0               | 0               | 0               |
| Attaquants         |                      |                        |                            |                 |                 |                 |                 |                 |
| 09                 | Romelu Lukaku        | Inter Milan            | 13 mai 1993 (29 ans)       | 0               | 0               | 0               | 0               | 0               |
| 10                 | Eden Hazard          | Real Madrid            | 7 janvier 1991 (31 ans)    | 0               | 0               | 0               | 0               | 0               |
| 11                 | Yannick Carrasco     | Atlético de Madrid     | 4 septembre 1993 (29 ans)  | 0               | 0               | 0               | 0               | 0               |
| 14                 | Dries Mertens        | Galatasaray SK         | 6 mai 1987 (35 ans)        | 0               | 0               | 0               | 0               | 0               |
| 17                 | Leandro Trossard     | Brighton & Hove Albion | 4 décembre 1994 (27 ans)   | 0               | 0               | 0               | 0               | 0               |
| 22                 | Charles De Ketelaere | AC Milan               | 10 mars 2001 (21 ans)      | 0               | 0               | 0               | 0               | 0               |
| 23                 | Michy Batshuayi      | Fenerbahçe SK          | 2 octobre 1993 (29 ans)    | 0               | 0               | 0               | 0               | 0               |
| 24                 | Loïs Openda          | RC Lens                | 16 février 2000 (22 ans)   | 0               | 0               | 0               | 0               | 0               |
| 25                 | Jérémy Doku          | Stade rennais FC       | 27 mai 2002 (20 ans)       | 0               | 0               | 0               | 0               | 0               |
| Sélectionneur      |                      |                        |                            |                 |                 |                 |                 |                 |
|                    | Roberto Martínez     |                        | 13 juillet 1973 (49 ans)   |                 |                 |                 |                 |                 |

* NB : Les âges sont calculés au début de la Coupe du monde 2022, le 20 novembre 2022.

#### Canada
La sélection finale est annoncée le 14 novembre 2022.

#### Maroc
La sélection finale est annoncée le 14 novembre 2022.
| Numéro / Nom       | Numéro / Nom           | Club                | Date de naissance et âge*  | J.              | Buts            |                 |                 |                 |
| Gardiens de but    | Gardiens de but        | Gardiens de but     | Gardiens de but            | Gardiens de but | Gardiens de but | Gardiens de but | Gardiens de but | Gardiens de but |
| ------------------ | ---------------------- | ------------------- | -------------------------- | --------------- | --------------- | --------------- | --------------- | --------------- |
| 01                 | Yassine Bounou         | Séville FC          | 5 avril 1991 (31 ans)      | 0               | 0               | 0               | 0               | 0               |
| 12                 | Munir El Kajoui        | Al Wehda Club       | 10 mai 1989 (33 ans)       | 0               | 0               | 0               | 0               | 0               |
| 22                 | Reda Tagnaouti         | Wydad AC            | 5 avril 1996 (26 ans)      | 0               | 0               | 0               | 0               | 0               |
| Défenseurs         |                        |                     |                            |                 |                 |                 |                 |                 |
| 02                 | Achraf Hakimi          | Paris Saint-Germain | 4 novembre 1998 (24 ans)   | 0               | 0               | 0               | 0               | 0               |
| 03                 | Noussair Mazraoui      | Bayern Munich       | 14 novembre 1997 (25 ans)  | 0               | 0               | 0               | 0               | 0               |
| 05                 | Nayef Aguerd           | West Ham United     | 30 mars 1996 (26 ans)      | 0               | 0               | 0               | 0               | 0               |
| 06                 | Romain Saïss           | Beşiktaş JK         | 26 mars 1990 (32 ans)      | 0               | 0               | 0               | 0               | 0               |
| 18                 | Jawad El Yamiq         | Real Valladolid     | 29 février 1992 (30 ans)   | 0               | 0               | 0               | 0               | 0               |
| 20                 | Achraf Dari            | Stade brestois 29   | 6 mai 1999 (23 ans)        | 0               | 0               | 0               | 0               | 0               |
| 24                 | Badr Benoun            | Qatar SC            | 30 septembre 1993 (29 ans) | 0               | 0               | 0               | 0               | 0               |
| 25                 | Yahya Attiatallah      | Wydad AC            | 2 mars 1995 (27 ans)       | 0               | 0               | 0               | 0               | 0               |
| Milieux de terrain |                        |                     |                            |                 |                 |                 |                 |                 |
| 04                 | Sofyan Amrabat         | ACF Fiorentina      | 21 août 1996 (26 ans)      | 0               | 0               | 0               | 0               | 0               |
| 07                 | Hakim Ziyech           | Chelsea FC          | 19 mars 1993 (29 ans)      | 0               | 0               | 0               | 0               | 0               |
| 08                 | Azzedine Ounahi        | Angers SCO          | 19 avril 2000 (22 ans)     | 0               | 0               | 0               | 0               | 0               |
| 10                 | Anass Zaroury          | Burnley FC          | 18 juin 1997 (25 ans)      | 0               | 0               | 0               | 0               | 0               |
| 13                 | Ilias Chair            | Queens Park Rangers | 30 octobre 1997 (25 ans)   | 0               | 0               | 0               | 0               | 0               |
| 14                 | Zakaria Aboukhlal      | Toulouse FC         | 18 février 2000 (22 ans)   | 0               | 0               | 0               | 0               | 0               |
| 15                 | Selim Amallah          | Standard de Liège   | 15 novembre 1996 (26 ans)  | 0               | 0               | 0               | 0               | 0               |
| 17                 | Sofiane Boufal         | Angers SCO          | 17 septembre 1993 (29 ans) | 0               | 0               | 0               | 0               | 0               |
| 23                 | Bilal El Khannouss     | KRC Genk            | 10 mai 2004 (18 ans)       | 0               | 0               | 0               | 0               | 0               |
| 26                 | Yahya Jabrane          | Wydad AC            | 18 juin 1991 (31 ans)      | 0               | 0               | 0               | 0               | 0               |
| Attaquants         |                        |                     |                            |                 |                 |                 |                 |                 |
| 09                 | Abderrazak Hamed-Allah | Ittihad FC          | 17 décembre 1990 (31 ans)  | 0               | 0               | 0               | 0               | 0               |
| 11                 | Abdelhamid Sabiri      | UC Sampdoria        | 28 novembre 1996 (26 ans)  | 0               | 0               | 0               | 0               | 0               |
| 16                 | Ez Abde                | CA Osasuna          | 17 décembre 2001 (20 ans)  | 0               | 0               | 0               | 0               | 0               |
| 19                 | Youssef En-Nesyri      | Séville FC          | 1er juin 1997 (25 ans)     | 0               | 0               | 0               | 0               | 0               |
| 21                 | Walid Cheddira         | SSC Bari            | 22 janvier 1998 (24 ans)   | 0               | 0               | 0               | 0               | 0               |
| Sélectionneur      |                        |                     |                            |                 |                 |                 |                 |                 |
|                    | Walid Regragui         |                     | 23 septembre 1975 (47 ans) |                 |                 |                 |                 |                 |

* NB : Les âges sont calculés au début de la Coupe du monde 2022, le 20 novembre 2022.

#### Croatie
La sélection finale est annoncée le 14 novembre 2022.
| Numéro / Nom       | Numéro / Nom      | Club                     | Date de naissance et âge*  | J.              | Buts            |                 |                 |                 |
| Gardiens de but    | Gardiens de but   | Gardiens de but          | Gardiens de but            | Gardiens de but | Gardiens de but | Gardiens de but | Gardiens de but | Gardiens de but |
| ------------------ | ----------------- | ------------------------ | -------------------------- | --------------- | --------------- | --------------- | --------------- | --------------- |
| 01                 | Dominik Livaković | Dinamo Zagreb            | 9 janvier 1995 (27 ans)    | 7               | 0               | 1               | 0               | 0               |
| 12                 | Ivo Grbić         | Atlético de Madrid       | 18 janvier 1996 (26 ans)   | 0               | 0               | 0               | 0               | 0               |
| 23                 | Ivica Ivušić      | NK Osijek                | 1er février 1995 (27 ans)  | 0               | 0               | 0               | 0               | 0               |
| Défenseurs         |                   |                          |                            |                 |                 |                 |                 |                 |
| 02                 | Josip Stanišić    | Bayern Munich            | 2 avril 2000 (22 ans)      | 0               | 0               | 0               | 0               | 0               |
| 03                 | Borna Barišić     | Glasgow Rangers          | 10 novembre 1992 (30 ans)  | 1               | 0               | 1               | 0               | 0               |
| 05                 | Martin Erlić      | US Sassuolo              | 24 janvier 1998 (24 ans)   | 0               | 0               | 0               | 0               | 0               |
| 06                 | Dejan Lovren      | Zénith Saint-Pétersbourg | 5 juillet 1989 (33 ans)    | 6               | 0               | 1               | 0               | 0               |
| 19                 | Borna Sosa        | VfB Stuttgart            | 21 janvier 1998 (24 ans)   | 5               | 0               | 0               | 0               | 0               |
| 20                 | Joško Gvardiol    | RB Leipzig               | 23 janvier 2002 (20 ans)   | 7               | 1               | 0               | 0               | 0               |
| 21                 | Domagoj Vida      | AEK Athènes              | 29 avril 1989 (33 ans)     | 0               | 0               | 0               | 0               | 0               |
| 22                 | Josip Juranović   | Celtic FC                | 16 août 1995 (27 ans)      | 6               | 0               | 0               | 0               | 0               |
| 24                 | Josip Šutalo      | Dinamo Zagreb            | 28 février 2000 (22 ans)   | 1               | 0               | 0               | 0               | 0               |
| Milieux de terrain |                   |                          |                            |                 |                 |                 |                 |                 |
| 07                 | Lovro Majer       | Stade rennais FC         | 17 janvier 1998 (24 ans)   | 7               | 1               | 0               | 0               | 0               |
| 08                 | Mateo Kovačić     | Chelsea FC               | 6 mai 1994 (28 ans)        | 7               | 0               | 2               | 0               | 0               |
| 10                 | Luka Modrić       | Real Madrid              | 9 septembre 1985 (37 ans)  | 7               | 0               | 1               | 0               | 0               |
| 11                 | Marcelo Brozović  | Inter Milan              | 16 novembre 1992 (30 ans)  | 6               | 0               | 1               | 0               | 0               |
| 13                 | Nikola Vlašić     | Torino FC                | 4 octobre 1997 (25 ans)    | 6               | 0               | 0               | 0               | 0               |
| 15                 | Mario Pašalić     | Atalanta Bergame         | 9 février 1995 (27 ans)    | 7               | 0               | 0               | 0               | 0               |
| 25                 | Luka Sučić        | RB Salzbourg             | 8 septembre 2002 (20 ans)  | 0               | 0               | 0               | 0               | 0               |
| 26                 | Kristijan Jakić   | Eintracht Francfort      | 14 mai 1997 (25 ans)       | 1               | 0               | 0               | 0               | 0               |
| Attaquants         |                   |                          |                            |                 |                 |                 |                 |                 |
| 04                 | Ivan Perišić      | Tottenham Hotspur        | 2 février 1989 (33 ans)    | 7               | 1               | 0               | 0               | 0               |
| 09                 | Andrej Kramarić   | TSG Hoffenheim           | 19 juin 1991 (31 ans)      | 7               | 2               | 0               | 0               | 0               |
| 14                 | Marko Livaja      | Hajduk Split             | 26 août 1993 (29 ans)      | 6               | 1               | 0               | 0               | 0               |
| 16                 | Bruno Petković    | Dinamo Zagreb            | 16 septembre 1994 (28 ans) | 6               | 1               | 1               | 0               | 0               |
| 17                 | Ante Budimir      | CA Osasuna               | 22 juillet 1991 (31 ans)   | 2               | 0               | 0               | 0               | 0               |
| 18                 | Mislav Oršić      | Dinamo Zagreb            | 29 décembre 1992 (29 ans)  | 6               | 1               | 0               | 0               | 0               |
| Sélectionneur      |                   |                          |                            |                 |                 |                 |                 |                 |
|                    | Zlatko Dalić      |                          | 26 octobre 1966 (56 ans)   |                 |                 |                 |                 |                 |

* NB : Les âges sont calculés au début de la Coupe du monde 2022, le 20 novembre 2022.

### Groupe G

#### Brésil
La sélection finale est annoncée le 14 novembre 2022.
| Numéro / Nom       | Numéro / Nom       | Club                | Date de naissance et âge*  | J.              | Buts            |                 |                 |                 |
| Gardiens de but    | Gardiens de but    | Gardiens de but     | Gardiens de but            | Gardiens de but | Gardiens de but | Gardiens de but | Gardiens de but | Gardiens de but |
| ------------------ | ------------------ | ------------------- | -------------------------- | --------------- | --------------- | --------------- | --------------- | --------------- |
| 01                 | Alisson            | Liverpool FC        | 2 octobre 1992 (30 ans)    | 0               | 0               | 0               | 0               | 0               |
| 12                 | Weverton           | SE Palmeiras        | 13 décembre 1987 (34 ans)  | 0               | 0               | 0               | 0               | 0               |
| 23                 | Ederson            | Manchester City     | 17 août 1993 (29 ans)      | 0               | 0               | 0               | 0               | 0               |
| Défenseurs         |                    |                     |                            |                 |                 |                 |                 |                 |
| 02                 | Danilo             | Juventus FC         | 15 juillet 1991 (31 ans)   | 0               | 0               | 0               | 0               | 0               |
| 03                 | Thiago Silva       | Chelsea FC          | 22 septembre 1984 (38 ans) | 0               | 0               | 0               | 0               | 0               |
| 04                 | Marquinhos         | Paris Saint-Germain | 14 mai 1994 (28 ans)       | 0               | 0               | 0               | 0               | 0               |
| 06                 | Alex Sandro        | Juventus FC         | 26 janvier 1991 (31 ans)   | 0               | 0               | 0               | 0               | 0               |
| 13                 | Dani Alves         | Pumas UNAM          | 6 mai 1983 (39 ans)        | 5               | 0               | 0               | 0               | 0               |
| 14                 | Éder Militão       | Real Madrid         | 18 janvier 1998 (24 ans)   | 0               | 0               | 0               | 0               | 0               |
| 16                 | Alex Telles        | Séville FC          | 15 décembre 1992 (29 ans)  | 0               | 0               | 0               | 0               | 0               |
| 24                 | Bremer             | Juventus FC         | 18 mars 1997 (25 ans)      | 0               | 0               | 0               | 0               | 0               |
| Milieux de terrain |                    |                     |                            |                 |                 |                 |                 |                 |
| 05                 | Casemiro           | Manchester United   | 23 février 1992 (30 ans)   | 0               | 0               | 0               | 0               | 0               |
| 07                 | Lucas Paquetá      | West Ham United     | 27 août 1997 (25 ans)      | 0               | 0               | 0               | 0               | 0               |
| 08                 | Fred               | Manchester United   | 5 mars 1993 (29 ans)       | 0               | 0               | 0               | 0               | 0               |
| 15                 | Fabinho            | Liverpool FC        | 23 octobre 1993 (29 ans)   | 0               | 0               | 0               | 0               | 0               |
| 17                 | Bruno Guimarães    | Newcastle United    | 16 novembre 1997 (25 ans)  | 0               | 0               | 0               | 0               | 0               |
| 22                 | Éverton Ribeiro    | CR Flamengo         | 10 avril 1989 (33 ans)     | 0               | 0               | 0               | 0               | 0               |
| Attaquants         |                    |                     |                            |                 |                 |                 |                 |                 |
| 09                 | Richarlison        | Tottenham Hotspur   | 10 mai 1997 (25 ans)       | 0               | 0               | 0               | 0               | 0               |
| 10                 | Neymar             | Paris Saint-Germain | 5 février 1992 (30 ans)    | 0               | 0               | 0               | 0               | 0               |
| 11                 | Raphinha           | FC Barcelone        | 14 décembre 1996 (25 ans)  | 0               | 0               | 0               | 0               | 0               |
| 18                 | Gabriel Jesus      | Arsenal FC          | 3 avril 1997 (25 ans)      | 0               | 0               | 0               | 0               | 0               |
| 19                 | Antony             | Manchester United   | 24 février 2000 (22 ans)   | 0               | 0               | 0               | 0               | 0               |
| 20                 | Vinícius Júnior    | Real Madrid         | 12 juillet 2000 (22 ans)   | 0               | 0               | 0               | 0               | 0               |
| 21                 | Rodrygo            | Real Madrid         | 9 janvier 2001 (21 ans)    | 0               | 0               | 0               | 0               | 0               |
| 25                 | Pedro              | CR Flamengo         | 20 juin 1997 (25 ans)      | 0               | 0               | 0               | 0               | 0               |
| 26                 | Gabriel Martinelli | Arsenal FC          | 18 juin 2001 (21 ans)      | 0               | 0               | 0               | 0               | 0               |
| Sélectionneur      |                    |                     |                            |                 |                 |                 |                 |                 |
|                    | Tite               |                     | 25 mai 1961 (61 ans)       |                 |                 |                 |                 |                 |

* NB : Les âges sont calculés au début de la Coupe du monde 2022, le 20 novembre 2022.

#### Serbie
La sélection finale est annoncée le 14 novembre 2022.
| Numéro / Nom       | Numéro / Nom            | Club                     | Date de naissance et âge*  | J.              | Buts            |                 |                 |                 |
| Gardiens de but    | Gardiens de but         | Gardiens de but          | Gardiens de but            | Gardiens de but | Gardiens de but | Gardiens de but | Gardiens de but | Gardiens de but |
| ------------------ | ----------------------- | ------------------------ | -------------------------- | --------------- | --------------- | --------------- | --------------- | --------------- |
| 1 -                | Marko Dmitrović         | Séville FC               | 24 janvier 1992 (30 ans)   | 0               | 0               | 0               | 0               | 0               |
| 23 -               | Vanja Milinković-Savić  | Torino FC                | 20 février 1997 (25 ans)   | 0               | 0               | 0               | 0               | 0               |
| 12 -               | Predrag Rajković        | RCD Majorque             | 31 octobre 1995 (27 ans)   | 0               | 0               | 0               | 0               | 0               |
| Défenseurs         |                         |                          |                            |                 |                 |                 |                 |                 |
| 15 -               | Srđan Babić             | UD Almería               | 22 avril 1996 (26 ans)     | 0               | 0               | 0               | 0               | 0               |
| 3 -                | Strahinja Eraković      | Étoile rouge de Belgrade | 22 janvier 2001 (21 ans)   | 0               | 0               | 0               | 0               | 0               |
| 4 -                | Nikola Milenković       | ACF Fiorentina           | 12 octobre 1997 (25 ans)   | 0               | 0               | 0               | 0               | 0               |
| 13 -               | Stefan Mitrović         | Getafe CF                | 22 mai 1990 (32 ans)       | 0               | 0               | 0               | 0               | 0               |
| 25 -               | Filip Mladenović        | Legia Varsovie           | 15 août 1991 (31 ans)      | 0               | 0               | 0               | 0               | 0               |
| 2 -                | Strahinja Pavlović      | RB Salzbourg             | 24 mai 2001 (21 ans)       | 0               | 0               | 0               | 0               | 0               |
| 5 -                | Miloš Veljković         | Werder Brême             | 26 septembre 1995 (27 ans) | 0               | 0               | 0               | 0               | 0               |
| Milieux de terrain |                         |                          |                            |                 |                 |                 |                 |                 |
| 26 -               | Marko Grujić            | FC Porto                 | 13 avril 1996 (26 ans)     | 0               | 0               | 0               | 0               | 0               |
| 8 -                | Nemanja Gudelj          | Séville FC               | 16 novembre 1991 (31 ans)  | 0               | 0               | 0               | 0               | 0               |
| 24 -               | Ivan Ilić               | Hellas Vérone            | 17 mars 2001 (21 ans)      | 0               | 0               | 0               | 0               | 0               |
| 17 -               | Filip Kostić            | Juventus FC              | 1er novembre 1992 (30 ans) | 0               | 0               | 0               | 0               | 0               |
| 22 -               | Darko Lazović           | Hellas Vérone            | 15 septembre 1990 (32 ans) | 0               | 0               | 0               | 0               | 0               |
| 16 -               | Saša Lukić              | Torino FC                | 13 août 1996 (26 ans)      | 0               | 0               | 0               | 0               | 0               |
| 6 -                | Nemanja Maksimović      | Getafe CF                | 26 janvier 1995 (27 ans)   | 0               | 0               | 0               | 0               | 0               |
| 20 -               | Sergej Milinković-Savić | SS Lazio                 | 27 février 1995 (27 ans)   | 0               | 0               | 0               | 0               | 0               |
| 19 -               | Uroš Račić              | SC Braga                 | 17 mars 1998 (24 ans)      | 0               | 0               | 0               | 0               | 0               |
| 14 -               | Andrija Živković        | PAOK Salonique           | 11 juillet 1996 (26 ans)   | 0               | 0               | 0               | 0               | 0               |
| Attaquants         |                         |                          |                            |                 |                 |                 |                 |                 |
| 21 -               | Filip Đuričić           | UC Sampdoria             | 30 janvier 1992 (30 ans)   | 0               | 0               | 0               | 0               | 0               |
| 11 -               | Luka Jović              | ACF Fiorentina           | 23 décembre 1997 (24 ans)  | 0               | 0               | 0               | 0               | 0               |
| 9 -                | Aleksandar Mitrović     | Fulham FC                | 16 septembre 1994 (28 ans) | 0               | 0               | 0               | 0               | 0               |
| 7 -                | Nemanja Radonjić        | Torino FC                | 15 février 1996 (26 ans)   | 0               | 0               | 0               | 0               | 0               |
| 10 -               | Dušan Tadić             | Ajax Amsterdam           | 20 novembre 1988 (34 ans)  | 0               | 0               | 0               | 0               | 0               |
| 18 -               | Dušan Vlahović          | Juventus FC              | 28 janvier 2000 (22 ans)   | 0               | 0               | 0               | 0               | 0               |
| Sélectionneur      |                         |                          |                            |                 |                 |                 |                 |                 |
|                    | Dragan Stojković        |                          | 3 mars 1965 (57 ans)       |                 |                 |                 |                 |                 |

* NB : Les âges sont calculés au début de la Coupe du monde 2022, le 20 novembre 2022.

#### Suisse
La sélection finale est annoncée le 14 novembre 2022.
| Numéro / Nom       | Numéro / Nom        | Club                     | Date de naissance et âge*  | J.              | Buts            |                 |                 |                 |
| Gardiens de but    | Gardiens de but     | Gardiens de but          | Gardiens de but            | Gardiens de but | Gardiens de but | Gardiens de but | Gardiens de but | Gardiens de but |
| ------------------ | ------------------- | ------------------------ | -------------------------- | --------------- | --------------- | --------------- | --------------- | --------------- |
| 1                  | Yann Sommer         | Borussia Mönchengladbach | 17 décembre 1988 (33 ans)  | 0               | 0               | 0               | 0               | 0               |
| 12                 | Jonas Omlin         | Montpellier HSC          | 10 janvier 1994 (28 ans)   | 0               | 0               | 0               | 0               | 0               |
| 21                 | Gregor Kobel        | Borussia Dortmund        | 6 décembre 1997 (24 ans)   | 0               | 0               | 0               | 0               | 0               |
| 24                 | Philipp Köhn        | RB Salzburg              | 2 avril 1998 (24 ans)      | 0               | 0               | 0               | 0               | 0               |
| Défenseurs         |                     |                          |                            |                 |                 |                 |                 |                 |
| 2                  | Edimilson Fernandes | FSV Mayence              | 15 avril 1996 (26 ans)     | 0               | 0               | 0               | 0               | 0               |
| 3                  | Silvan Widmer       | FSV Mayence              | 5 mars 1993 (29 ans)       | 0               | 0               | 0               | 0               | 0               |
| 4                  | Nico Elvedi         | Borussia Mönchengladbach | 30 septembre 1996 (26 ans) | 0               | 0               | 0               | 0               | 0               |
| 5                  | Manuel Akanji       | Manchester City          | 19 juillet 1995 (27 ans)   | 0               | 0               | 0               | 0               | 0               |
| 13                 | Ricardo Rodríguez   | Torino FC                | 25 août 1992 (30 ans)      | 0               | 0               | 0               | 0               | 0               |
| 18                 | Eray Cömert         | Valence CF               | 4 février 1998 (24 ans)    | 0               | 0               | 0               | 0               | 0               |
| 22                 | Fabian Schär        | Newcastle United         | 20 décembre 1991 (30 ans)  | 0               | 0               | 0               | 0               | 0               |
| Milieux de terrain |                     |                          |                            |                 |                 |                 |                 |                 |
| 6                  | Denis Zakaria       | Chelsea FC               | 20 novembre 1996 (26 ans)  | 0               | 0               | 0               | 0               | 0               |
| 8                  | Remo Freuler        | Nottingham Forest        | 15 avril 1992 (30 ans)     | 0               | 0               | 0               | 0               | 0               |
| 10                 | Granit Xhaka        | Arsenal FC               | 27 septembre 1992 (30 ans) | 0               | 0               | 0               | 0               | 0               |
| 14                 | Michel Aebischer    | Bologne FC               | 6 janvier 1997 (25 ans)    | 0               | 0               | 0               | 0               | 0               |
| 15                 | Djibril Sow         | Eintracht Francfort      | 6 février 1997 (25 ans)    | 0               | 0               | 0               | 0               | 0               |
| 16                 | Christian Fassnacht | BSC Young Boys           | 11 novembre 1993 (29 ans)  | 0               | 0               | 0               | 0               | 0               |
| 20                 | Fabian Frei         | FC Bâle                  | 8 janvier 1989 (33 ans)    | 0               | 0               | 0               | 0               | 0               |
| 23                 | Xherdan Shaqiri     | Fire de Chicago          | 10 octobre 1991 (31 ans)   | 0               | 0               | 0               | 0               | 0               |
| 25                 | Fabian Rieder       | BSC Young Boys           | 16 février 2002 (20 ans)   | 0               | 0               | 0               | 0               | 0               |
| 26                 | Ardon Jashari       | FC Lucerne               | 30 juillet 2002 (20 ans)   | 0               | 0               | 0               | 0               | 0               |
| Attaquants         |                     |                          |                            |                 |                 |                 |                 |                 |
| 7                  | Breel Embolo        | AS Monaco                | 14 février 1997 (25 ans)   | 0               | 0               | 0               | 0               | 0               |
| 9                  | Haris Seferović     | Galatasaray SK           | 22 février 1992 (30 ans)   | 0               | 0               | 0               | 0               | 0               |
| 11                 | Renato Steffen      | FC Lugano                | 3 novembre 1991 (31 ans)   | 0               | 0               | 0               | 0               | 0               |
| 17                 | Ruben Vargas        | FC Augsbourg             | 5 août 1998 (24 ans)       | 0               | 0               | 0               | 0               | 0               |
| 19                 | Noah Okafor         | RB Salzbourg             | 24 mai 2000 (22 ans)       | 0               | 0               | 0               | 0               | 0               |
| Sélectionneur      |                     |                          |                            |                 |                 |                 |                 |                 |
|                    | Murat Yakın         |                          | 15 septembre 1974 (48 ans) |                 |                 |                 |                 |                 |

* NB : Les âges sont calculés au début de la Coupe du monde 2022, le 20 novembre 2022.

#### Cameroun
La sélection finale est annoncée le 14 novembre 2022.
| Numéro / Nom       | Numéro / Nom             | Club                     | Date de naissance et âge*  | J.              | Buts            |                 |                 |                 |
| Gardiens de but    | Gardiens de but          | Gardiens de but          | Gardiens de but            | Gardiens de but | Gardiens de but | Gardiens de but | Gardiens de but | Gardiens de but |
| ------------------ | ------------------------ | ------------------------ | -------------------------- | --------------- | --------------- | --------------- | --------------- | --------------- |
| 01                 | Simon Ngapandouetnbu     | Olympique de Marseille   | 12 avril 2003 (19 ans)     | 0               | 0               | 0               | 0               | 0               |
| 16                 | Devis Epassy             | Abha SC                  | 2 février 1993 (29 ans)    | 0               | 0               | 0               | 0               | 0               |
| 23                 | André Onana              | Inter Milan              | 2 avril 1996 (26 ans)      | 0               | 0               | 0               | 0               | 0               |
| Défenseurs         |                          |                          |                            |                 |                 |                 |                 |                 |
| 02                 | Jerome Ngom Mbekeli      | APEJES de Mfou           | 30 septembre 1998 (24 ans) | 0               | 0               | 0               | 0               | 0               |
| 03                 | Nicolas Nkoulou          | Aris Salonique           | 27 mars 1990 (32 ans)      | 0               | 0               | 0               | 0               | 0               |
| 04                 | Christopher Wooh         | Stade rennais FC         | 18 septembre 2001 (21 ans) | 0               | 0               | 0               | 0               | 0               |
| 17                 | Olivier Mbaizo           | Union de Philadelphie    | 15 août 1997 (25 ans)      | 0               | 0               | 0               | 0               | 0               |
| 19                 | Collins Fai              | Al Taï Club              | 13 août 1992 (30 ans)      | 0               | 0               | 0               | 0               | 0               |
| 21                 | Jean-Charles Castelletto | FC Nantes                | 26 janvier 1995 (27 ans)   | 0               | 0               | 0               | 0               | 0               |
| 24                 | Enzo Ebosse              | Udinese Calcio           | 11 mars 1999 (23 ans)      | 0               | 0               | 0               | 0               | 0               |
| 25                 | Nouhou Tolo              | Sounders de Seattle      | 23 juin 1997 (25 ans)      | 0               | 0               | 0               | 0               | 0               |
| Milieux de terrain |                          |                          |                            |                 |                 |                 |                 |                 |
| 05                 | Gaël Ondoua              | Hanovre 96               | 4 novembre 1995 (27 ans)   | 0               | 0               | 0               | 0               | 0               |
| 07                 | Georges-Kévin Nkoudou    | Beşiktaş JK              | 13 février 1995 (27 ans)   | 0               | 0               | 0               | 0               | 0               |
| 08                 | Frank Anguissa           | SSC Naples               | 16 novembre 1995 (27 ans)  | 0               | 0               | 0               | 0               | 0               |
| 14                 | Samuel Gouet             | KV Malines               | 14 décembre 1997 (24 ans)  | 0               | 0               | 0               | 0               | 0               |
| 15                 | Pierre Kunde             | Olympiakos               | 26 juillet 1995 (27 ans)   | 0               | 0               | 0               | 0               | 0               |
| 18                 | Martin Hongla            | Hellas Vérone            | 16 mars 1998 (24 ans)      | 0               | 0               | 0               | 0               | 0               |
| 22                 | Olivier Ntcham           | Swansea City             | 9 février 1996 (26 ans)    | 0               | 0               | 0               | 0               | 0               |
| 26                 | Souaibou Marou           | Coton Sport FC de Garoua | 3 décembre 2000 (21 ans)   | 0               | 0               | 0               | 0               | 0               |
| Attaquants         |                          |                          |                            |                 |                 |                 |                 |                 |
| 06                 | Moumi Ngamaleu           | Dynamo Moscou            | 9 juillet 1994 (28 ans)    | 0               | 0               | 0               | 0               | 0               |
| 09                 | Jean-Pierre Nsame        | BSC Young Boys           | 1er mai 1993 (29 ans)      | 0               | 0               | 0               | 0               | 0               |
| 10                 | Vincent Aboubakar        | Al-Nassr Riyad           | 22 janvier 1992 (30 ans)   | 0               | 0               | 0               | 0               | 0               |
| 11                 | Christian Bassogog       | Shanghai Shenhua         | 18 octobre 1995 (27 ans)   | 0               | 0               | 0               | 0               | 0               |
| 12                 | Karl Toko-Ekambi         | Olympique lyonnais       | 14 septembre 1992 (30 ans) | 0               | 0               | 0               | 0               | 0               |
| 13                 | Eric Maxim Choupo-Moting | Bayern Munich            | 23 mars 1989 (33 ans)      | 0               | 0               | 0               | 0               | 0               |
| 20                 | Bryan Mbeumo             | Brentford FC             | 7 août 1999 (23 ans)       | 0               | 0               | 0               | 0               | 0               |
| Sélectionneur      |                          |                          |                            |                 |                 |                 |                 |                 |
|                    | Rigobert Song            |                          | 1er juillet 1976 (46 ans)  |                 |                 |                 |                 |                 |

* NB : Les âges sont calculés au début de la Coupe du monde 2022, le 20 novembre 2022.

### Groupe H

#### Portugal
La sélection finale est annoncée le 14 novembre 2022.
| Numéro / Nom       | Numéro / Nom      | Club                    | Date de naissance et âge*  | J.              | Buts            |                 |                 |                 |
| Gardiens de but    | Gardiens de but   | Gardiens de but         | Gardiens de but            | Gardiens de but | Gardiens de but | Gardiens de but | Gardiens de but | Gardiens de but |
| ------------------ | ----------------- | ----------------------- | -------------------------- | --------------- | --------------- | --------------- | --------------- | --------------- |
| 1                  | Rui Patrício      | AS Rome                 | 15 février 1988 (34 ans)   | 0               | 0               | 0               | 0               | 0               |
| 12                 | José Sá           | Wolverhampton Wanderers | 17 janvier 1993 (29 ans)   | 0               | 0               | 0               | 0               | 0               |
| 22                 | Diogo Costa       | FC Porto                | 19 septembre 1999 (23 ans) | 5               | 0               | 0               | 0               | 0               |
| Défenseurs         |                   |                         |                            |                 |                 |                 |                 |                 |
| 2                  | Diogo Dalot       | Manchester United       | 18 mars 1999 (23 ans)      | 3               | 0               | 0               | 0               | 0               |
| 3                  | Pepe              | FC Porto                | 26 février 1983 (39 ans)   | 4               | 1               | 0               | 0               | 0               |
| 4                  | Rúben Dias        | Manchester City         | 14 mai 1997 (25 ans)       | 4               | 0               | 1               | 0               | 0               |
| 5                  | Raphaël Guerreiro | Borussia Dortmund       | 22 décembre 1993 (28 ans)  | 4               | 1               | 0               | 0               | 0               |
| 13                 | Danilo Pereira    | Paris Saint-Germain     | 9 septembre 1991 (31 ans)  | 1               | 0               | 1               | 0               | 0               |
| 19                 | Nuno Mendes       | Paris Saint-Germain     | 19 juin 2002 (20 ans)      | 1               | 0               | 0               | 0               | 0               |
| 20                 | João Cancelo      | Manchester City         | 27 mai 1994 (28 ans)       | 4               | 0               | 0               | 0               | 0               |
| 24                 | António Silva     | SL Benfica              | 30 octobre 2003 (19 ans)   | 1               | 0               | 0               | 0               | 0               |
| Milieux de terrain |                   |                         |                            |                 |                 |                 |                 |                 |
| 6                  | João Palhinha     | Fulham FC               | 9 juillet 1995 (27 ans)    | 3               | 0               | 0               | 0               | 0               |
| 8                  | Bruno Fernandes   | Manchester United       | 8 septembre 1994 (28 ans)  | 4               | 2               | 1               | 0               | 0               |
| 10                 | Bernardo Silva    | Manchester City         | 10 août 1994 (28 ans)      | 5               | 0               | 0               | 0               | 0               |
| 14                 | William Carvalho  | Real Betis Balompié     | 7 avril 1992 (30 ans)      | 4               | 0               | 0               | 0               | 0               |
| 16                 | Vitinha           | Paris Saint-Germain     | 13 février 2000 (22 ans)   | 3               | 0               | 1               | 0               | 0               |
| 17                 | João Mário        | SL Benfica              | 19 janvier 1993 (29 ans)   | 2               | 0               | 0               | 0               | 0               |
| 18                 | Rúben Neves       | Wolverhampton Wanderers | 13 mars 1997 (25 ans)      | 5               | 0               | 1               | 0               | 0               |
| 23                 | Matheus Nunes     | Wolverhampton Wanderers | 27 août 1998 (24 ans)      | 2               | 0               | 0               | 0               | 0               |
| 25                 | Otávio            | FC Porto                | 9 février 1995 (27 ans)    | 3               | 0               | 0               | 0               | 0               |
| Attaquants         |                   |                         |                            |                 |                 |                 |                 |                 |
| 7                  | Cristiano Ronaldo | Manchester United       | 5 février 1985 (37 ans)    | 5               | 1               | 0               | 0               | 0               |
| 9                  | André Silva       | RB Leipzig              | 6 novembre 1995 (27 ans)   | 1               | 0               | 0               | 0               | 0               |
| 11                 | João Félix        | Atlético de Madrid      | 10 novembre 1999 (23 ans)  | 4               | 1               | 1               | 0               | 0               |
| 15                 | Rafael Leão       | AC Milan                | 10 juin 1999 (23 ans)      | 5               | 2               | 0               | 0               | 0               |
| 21                 | Ricardo Horta     | SC Braga                | 15 septembre 1994 (28 ans) | 3               | 1               | 0               | 0               | 0               |
| 26                 | Gonçalo Ramos     | SL Benfica              | 20 juin 2001 (21 ans)      | 4               | 3               | 0               | 0               | 0               |
| Sélectionneur      |                   |                         |                            |                 |                 |                 |                 |                 |
|                    | Fernando Santos   |                         | 10 octobre 1954 (68 ans)   |                 |                 |                 |                 |                 |

* NB : Les âges sont calculés au début de la Coupe du monde 2022, le 20 novembre 2022.

#### Ghana
La sélection finale est annoncée le 14 novembre 2022.
| Numéro / Nom       | Numéro / Nom          | Club                     | Date de naissance et âge*  | J.              | Buts            |                 |                 |                 |
| Gardiens de but    | Gardiens de but       | Gardiens de but          | Gardiens de but            | Gardiens de but | Gardiens de but | Gardiens de but | Gardiens de but | Gardiens de but |
| ------------------ | --------------------- | ------------------------ | -------------------------- | --------------- | --------------- | --------------- | --------------- | --------------- |
| 01                 | Lawrence Ati-Zigi     | FC Saint-Gall            | 29 novembre 1996 (25 ans)  | 0               | 0               | 0               | 0               | 0               |
| 12                 | Ibrahim Danlad        | Asante Kotoko            | 2 décembre 2002 (19 ans)   | 0               | 0               | 0               | 0               | 0               |
| 16                 | Abdul Nurudeen        | KAS Eupen                | 8 février 1999 (23 ans)    | 0               | 0               | 0               | 0               | 0               |
| Défenseurs         |                       |                          |                            |                 |                 |                 |                 |                 |
| 02                 | Tariq Lamptey         | Brighton & Hove Albion   | 30 septembre 2000 (22 ans) | 0               | 0               | 0               | 0               | 0               |
| 03                 | Denis Odoi            | Club Bruges              | 27 mai 1988 (34 ans)       | 0               | 0               | 0               | 0               | 0               |
| 04                 | Mohammed Salisu       | Southampton FC           | 17 avril 1999 (23 ans)     | 0               | 0               | 0               | 0               | 0               |
| 14                 | Gideon Mensah         | AJ Auxerre               | 18 juillet 1998 (24 ans)   | 0               | 0               | 0               | 0               | 0               |
| 15                 | Joseph Aidoo          | Celta Vigo               | 29 septembre 1995 (27 ans) | 0               | 0               | 0               | 0               | 0               |
| 17                 | Baba Rahman           | Reading FC               | 2 juillet 1994 (28 ans)    | 0               | 0               | 0               | 0               | 0               |
| 18                 | Daniel Amartey        | Leicester City           | 21 décembre 1994 (27 ans)  | 0               | 0               | 0               | 0               | 0               |
| 23                 | Alexander Djiku       | RC Strasbourg Alsace     | 9 août 1994 (28 ans)       | 0               | 0               | 0               | 0               | 0               |
| 26                 | Alidu Seidu           | Clermont Foot 63         | 4 juin 2000 (22 ans)       | 0               | 0               | 0               | 0               | 0               |
| Milieux de terrain |                       |                          |                            |                 |                 |                 |                 |                 |
| 05                 | Thomas Partey         | Arsenal FC               | 13 juin 1993 (29 ans)      | 0               | 0               | 0               | 0               | 0               |
| 06                 | Elisha Owusu          | La Gantoise              | 7 novembre 1997 (25 ans)   | 0               | 0               | 0               | 0               | 0               |
| 07                 | Abdul Fatawu Issahaku | Sporting CP              | 8 mars 2004 (18 ans)       | 0               | 0               | 0               | 0               | 0               |
| 08                 | Daniel-Kofi Kyereh    | SC Fribourg              | 8 mars 1996 (26 ans)       | 0               | 0               | 0               | 0               | 0               |
| 11                 | Osman Bukari          | Étoile rouge de Belgrade | 13 décembre 1998 (23 ans)  | 0               | 0               | 0               | 0               | 0               |
| 13                 | Daniel Afriyie        | Hearts of Oak            | 26 juin 2001 (21 ans)      | 0               | 0               | 0               | 0               | 0               |
| 20                 | Mohammed Kudus        | Ajax Amsterdam           | 2 août 2000 (22 ans)       | 0               | 0               | 0               | 0               | 0               |
| 21                 | Salis Abdul Samed     | RC Lens                  | 26 mars 2000 (22 ans)      | 0               | 0               | 0               | 0               | 0               |
| 22                 | Kamaldeen Sulemana    | Stade rennais FC         | 15 février 2002 (20 ans)   | 0               | 0               | 0               | 0               | 0               |
| 24                 | Kamal Sowah           | Club Bruges              | 9 janvier 2000 (22 ans)    | 0               | 0               | 0               | 0               | 0               |
| Attaquants         |                       |                          |                            |                 |                 |                 |                 |                 |
| 09                 | Jordan Ayew           | Crystal Palace           | 11 septembre 1991 (31 ans) | 0               | 0               | 0               | 0               | 0               |
| 10                 | André Ayew            | Al-Sadd                  | 17 décembre 1989 (32 ans)  | 0               | 0               | 0               | 0               | 0               |
| 19                 | Iñaki Williams        | Athletic Club            | 15 juin 1994 (28 ans)      | 0               | 0               | 0               | 0               | 0               |
| 25                 | Antoine Semenyo       | Bristol City             | 7 janvier 2000 (22 ans)    | 0               | 0               | 0               | 0               | 0               |
| Sélectionneur      |                       |                          |                            |                 |                 |                 |                 |                 |
|                    | Otto Addo             |                          | 9 juin 1975 (47 ans)       |                 |                 |                 |                 |                 |

* NB : Les âges sont calculés au début de la Coupe du monde 2022, le 20 novembre 2022.

#### Uruguay
La sélection finale est annoncée le 14 novembre 2022.
| Numéro / Nom       | Numéro / Nom           | Club                 | Date de naissance et âge* | J.              | Buts            |                 |                 |                 |
| Gardiens de but    | Gardiens de but        | Gardiens de but      | Gardiens de but           | Gardiens de but | Gardiens de but | Gardiens de but | Gardiens de but | Gardiens de but |
| ------------------ | ---------------------- | -------------------- | ------------------------- | --------------- | --------------- | --------------- | --------------- | --------------- |
| -                  | Fernando Muslera       | Galatasaray SK       | 16 juin 1986 (36 ans)     | 0               | 0               | 0               | 0               | 0               |
| -                  | Sergio Rochet          | Nacional             | 23 mars 1993 (29 ans)     | 3               | 0               | 0               | 0               | 0               |
| -                  | Sebastián Sosa         | Independiente        | 19 août 1986 (36 ans)     | 0               | 0               | 0               | 0               | 0               |
| Défenseurs         |                        |                      |                           |                 |                 |                 |                 |                 |
| -                  | Ronald Araújo          | FC Barcelone         | 7 mars 1999 (23 ans)      | 0               | 0               | 0               | 0               | 0               |
| -                  | Martín Cáceres         | Los Angeles Galaxy   | 7 avril 1987 (35 ans)     | 1               | 0               | 1               | 0               | 0               |
| -                  | Sebastián Coates       | Sporting CP          | 7 octobre 1990 (32 ans)   | 2               | 0               | 0               | 0               | 0               |
| -                  | José María Giménez     | Atlético de Madrid   | 20 janvier 1995 (27 ans)  | 3               | 0               | 1               | 0               | 0               |
| -                  | Diego Godín            | Vélez Sarsfield      | 16 février 1986 (36 ans)  | 2               | 0               | 0               | 0               | 0               |
| -                  | Mathías Olivera        | SSC Napoli           | 31 octobre 1997 (25 ans)  | 3               | 0               | 1               | 0               | 0               |
| -                  | José Luis Rodríguez    | Nacional             | 14 mars 1997 (25 ans)     | 0               | 0               | 0               | 0               | 0               |
| -                  | Guillermo Varela       | CR Flamengo          | 24 mars 1993 (29 ans)     | 3               | 0               | 0               | 0               | 0               |
| -                  | Matías Viña            | AS Rome              | 9 novembre 1997 (25 ans)  | 2               | 0               | 0               | 0               | 0               |
| Milieux de terrain |                        |                      |                           |                 |                 |                 |                 |                 |
| -                  | Rodrigo Bentancur      | Tottenham Hotspur    | 25 juin 1997 (25 ans)     | 3               | 0               | 1               | 0               | 0               |
| -                  | Agustín Canobbio       | Athletico Paranaense | 1er octobre 1998 (24 ans) | 1               | 0               | 0               | 0               | 0               |
| -                  | Giorgian De Arrascaeta | CR Flamengo          | 1er juin 1994 (28 ans)    | 2               | 2               | 0               | 0               | 0               |
| -                  | Nicolás de la Cruz     | River Plate          | 1er juin 1997 (25 ans)    | 2               | 0               | 0               | 0               | 0               |
| -                  | Facundo Pellistri      | Manchester United    | 20 décembre 2001 (20 ans) | 3               | 0               | 0               | 0               | 0               |
| -                  | Lucas Torreira         | Galatasaray SK       | 11 février 1996 (26 ans)  | 0               | 0               | 0               | 0               | 0               |
| -                  | Facundo Torres         | Orlando City         | 13 avril 2000 (22 ans)    | 0               | 0               | 0               | 0               | 0               |
| -                  | Manuel Ugarte          | Sporting CP          | 11 avril 2001 (21 ans)    | 0               | 0               | 0               | 0               | 0               |
| -                  | Federico Valverde      | Real Madrid          | 22 juillet 1998 (24 ans)  | 3               | 0               | 0               | 0               | 0               |
| -                  | Matías Vecino          | SS Lazio             | 24 août 1991 (31 ans)     | 3               | 0               | 0               | 0               | 0               |
| Attaquants         |                        |                      |                           |                 |                 |                 |                 |                 |
| -                  | Edinson Cavani         | Valence CF           | 14 février 1987 (35 ans)  | 3               | 0               | 1               | 0               | 0               |
| -                  | Maxi Gómez             | Trabzonspor          | 14 août 1996 (26 ans)     | 2               | 0               | 0               | 0               | 0               |
| -                  | Darwin Núñez           | Liverpool FC         | 24 juin 1999 (23 ans)     | 3               | 0               | 1               | 0               | 0               |
| -                  | Luis Suárez            | Nacional             | 24 janvier 1987 (35 ans)  | 3               | 0               | 0               | 0               | 0               |
| Sélectionneur      |                        |                      |                           |                 |                 |                 |                 |                 |
|                    | Diego Alonso           |                      | 16 avril 1975 (47 ans)    |                 |                 |                 |                 |                 |

* NB : Les âges sont calculés au début de la Coupe du monde 2022, le 20 novembre 2022.

#### Corée du Sud
La sélection finale est annoncée le 14 novembre 2022.
| Numéro / Nom       | Numéro / Nom    | Club                    | Date de naissance et âge*  | J.              | Buts            |                 |                 |                 |
| Gardiens de but    | Gardiens de but | Gardiens de but         | Gardiens de but            | Gardiens de but | Gardiens de but | Gardiens de but | Gardiens de but | Gardiens de but |
| ------------------ | --------------- | ----------------------- | -------------------------- | --------------- | --------------- | --------------- | --------------- | --------------- |
| 01                 | Kim Seung-gyu   | Al-Shabab Riyad         | 30 septembre 1990 (32 ans) | 1               | 0               | 0               | 0               | 0               |
| 12                 | Song Bum-keun   | Jeonbuk Hyundai Motors  | 15 octobre 1997 (25 ans)   | 0               | 0               | 0               | 0               | 0               |
| 21                 | Jo Hyeon-woo    | Ulsan Hyundai           | 25 septembre 1991 (31 ans) | 0               | 0               | 0               | 0               | 0               |
| Défenseurs         |                 |                         |                            |                 |                 |                 |                 |                 |
| 02                 | Yoon Jong-gyu   | FC Séoul                | 24 août 1988 (34 ans)      | 0               | 0               | 0               | 0               | 0               |
| 03                 | Kim Jin-su      | Jeonbuk Hyundai Motors  | 13 juin 1992 (30 ans)      | 1               | 0               | 0               | 0               | 0               |
| 04                 | Kim Min-jae     | SSC Naples              | 15 novembre 1996 (26 ans)  | 1               | 0               | 0               | 0               | 0               |
| 14                 | Hong Chul       | Daegu FC                | 17 septembre 1990 (32 ans) | 0               | 0               | 0               | 0               | 0               |
| 15                 | Kim Moon-hwan   | Jeonbuk Hyundai Motors  | 1er août 1995 (27 ans)     | 1               | 0               | 0               | 0               | 0               |
| 19                 | Kim Young-gwon  | Ulsan Hyundai           | 27 février 1990 (32 ans)   | 1               | 0               | 0               | 0               | 0               |
| 20                 | Kwon Kyung-won  | Gamba Osaka             | 31 janvier 1992 (30 ans)   | 0               | 0               | 0               | 0               | 0               |
| 23                 | Kim Tae-hwan    | Ulsan Hyundai           | 25 mars 2000 (22 ans)      | 0               | 0               | 0               | 0               | 0               |
| 24                 | Cho Yu-min      | Daejeon Hana Citizen    | 17 novembre 1996 (26 ans)  | 0               | 0               | 0               | 0               | 0               |
| Milieux de terrain |                 |                         |                            |                 |                 |                 |                 |                 |
| 05                 | Jung Woo-young  | Al-Sadd SC              | 14 décembre 1989 (32 ans)  | 1               | 0               | 0               | 0               | 0               |
| 06                 | Hwang In-beom   | Olympiakos              | 20 septembre 1996 (26 ans) | 1               | 0               | 0               | 0               | 0               |
| 07                 | Son Heung-min   | Tottenham Hotspur       | 8 juillet 1992 (30 ans)    | 1               | 0               | 0               | 0               | 0               |
| 08                 | Paik Seung-ho   | Jeonbuk Hyundai Motors  | 17 mars 1997 (25 ans)      | 0               | 0               | 0               | 0               | 0               |
| 10                 | Lee Jae-sung    | FSV Mayence             | 10 août 1992 (30 ans)      | 1               | 0               | 0               | 0               | 0               |
| 11                 | Hwang Hee-chan  | Wolverhampton Wanderers | 26 janvier 1996 (26 ans)   | 0               | 0               | 0               | 0               | 0               |
| 13                 | Son Jun-ho      | Shandong Taishan        | 12 mai 1992 (30 ans)       | 1               | 0               | 0               | 0               | 0               |
| 17                 | Na Sang-ho      | FC Séoul                | 12 août 1996 (26 ans)      | 1               | 0               | 0               | 0               | 0               |
| 18                 | Lee Kang-in     | RCD Majorque            | 19 février 2001 (21 ans)   | 1               | 0               | 0               | 0               | 0               |
| 22                 | Kwon Chang-hoon | Gimcheon Sangmu         | 30 juin 1994 (28 ans)      | 0               | 0               | 0               | 0               | 0               |
| 25                 | Jeong Woo-yeong | SC Fribourg             | 20 septembre 1999 (23 ans) | 0               | 0               | 0               | 0               | 0               |
| 26                 | Song Min-kyu    | Jeonbuk Hyundai Motors  | 12 septembre 1999 (23 ans) | 0               | 0               | 0               | 0               | 0               |
| Attaquants         |                 |                         |                            |                 |                 |                 |                 |                 |
| 09                 | Cho Gue-sung    | Jeonbuk Hyundai Motors  | 25 janvier 1998 (24 ans)   | 1               | 0               | 1               | 0               | 0               |
| 16                 | Hwang Ui-jo     | Olympiakos              | 28 août 1992 (30 ans)      | 1               | 0               | 0               | 0               | 0               |
| Sélectionneur      |                 |                         |                            |                 |                 |                 |                 |                 |
|                    | Paulo Bento     |                         | 20 juin 1969 (53 ans)      |                 |                 | 1               |                 |                 |

* NB : Les âges sont calculés au début de la Coupe du monde 2022, le 20 novembre 2022.